# NBA 올스타전

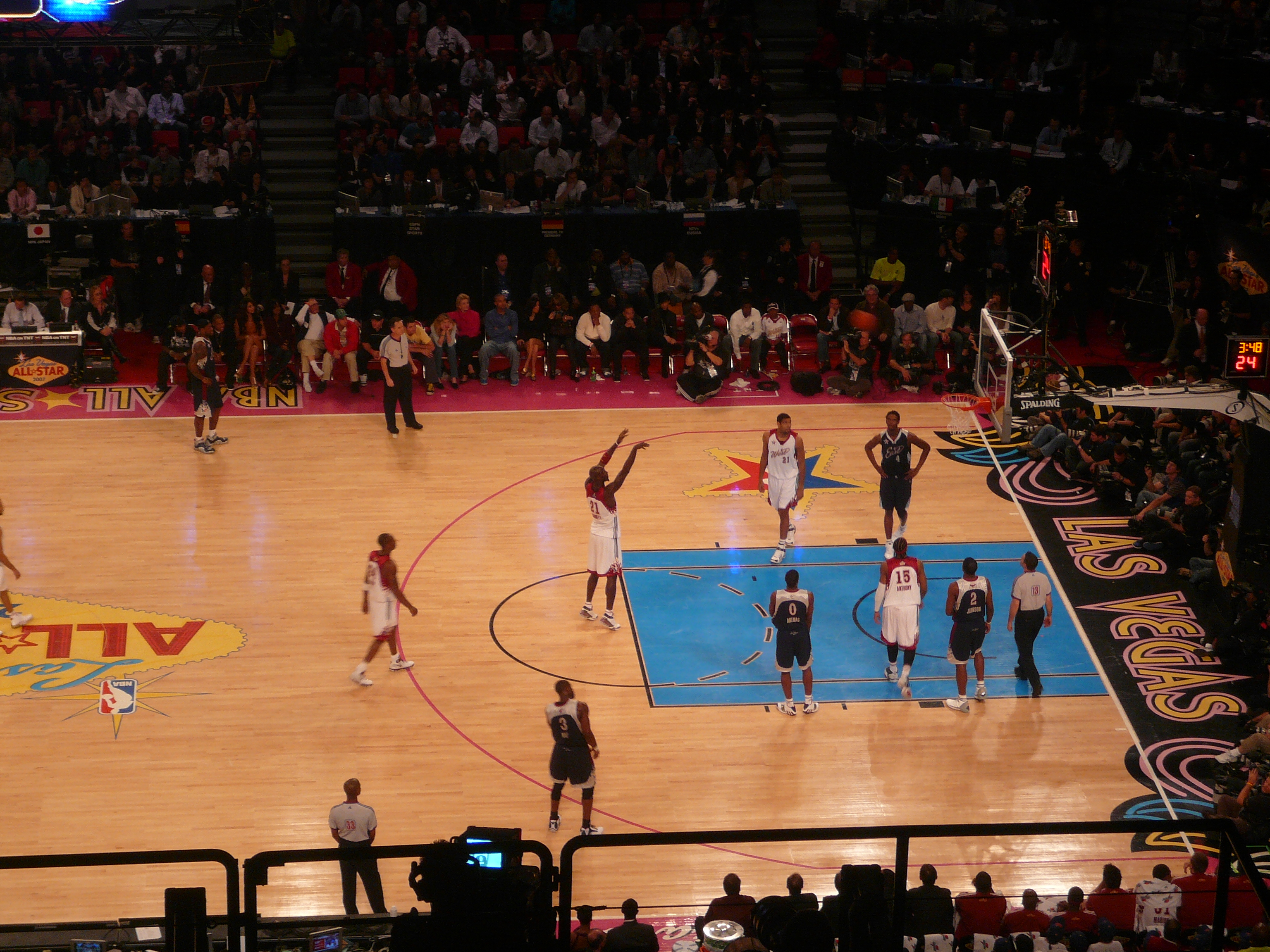
2007년 라스베이거스에서 개최되었던 NBA 올스타전 모습

NBA 올스타전(영어: NBA All-Star Game)은 매년 2월 NBA가 주최하는 농구 친선 경기로 리그 스타 선수 24명을 선보인다. 2022년부터 데이토나 500이 열린 당일인 2월 셋째 주 일요일, 슈퍼볼이 끝난 지 일주일 만에 열렸다. 금요일부터 일요일까지 3일간 열리는 NBA 올스타 위켄드의 특집 이벤트이다. 올스타전은 1951년 3월 2일 보스턴 가든에서 처음 열렸다.

## 역대 올스타전
| 연도 | 날짜                                                                                   | 결과 | 경기장                                                                                 | 관중수                                                                                 | 개최팀                                                                                 | 개최지                                                                                 | MVP                                                                                    | 소속팀                                                                                 |
| ---- | -------------------------------------------------------------------------------------- | --- | -------------------------------------------------------------------------------------- | -------------------------------------------------------------------------------------- | -------------------------------------------------------------------------------------- | -------------------------------------------------------------------------------------- | -------------------------------------------------------------------------------------- | -------------------------------------------------------------------------------------- |
| 1951 | 3월 2일                                                                                | 동부 111, 서부 94 | 보스턴 가든                                                                            | 10,094                                                                                 | 보스턴 셀틱스                                                                          | 매사추세츠주 보스턴                                                                    | 에드 맥컬레이                                                                          | 보스턴 셀틱스                                                                          |
| 1952 | 2월 11일                                                                               | 동부 108, 서부 91 | 보스턴 가든                                                                            | 10,221                                                                                 | 보스턴 셀틱스                                                                          | 매사추세츠주 보스턴                                                                    | 폴 아리진                                                                              | 필라델피아 워리어스                                                                    |
| 1953 | 1월 13일                                                                               | 서부 79, 동부 75 | 앨런 카운티 워 메모리얼 콜리시엄                                                       | 10,322                                                                                 | 포트웨인 피스턴스                                                                      | 인디애나주 포트웨인                                                                    | 조지 마이칸                                                                            | 미니애폴리스 레이커스                                                                  |
| 1954 | 1월 21일                                                                               | 동부 98, 서부 93 (OT) | 매디슨 스퀘어 가든                                                                     | 16,487                                                                                 | 뉴욕 닉스                                                                              | 뉴욕주 뉴욕                                                                            | 밥 쿠지                                                                                | 보스턴 셀틱스                                                                          |
| 1955 | 1월 18일                                                                               | 동부 100, 서부 91 | 매디슨 스퀘어 가든                                                                     | 15,564                                                                                 | 뉴욕 닉스                                                                              | 뉴욕주 뉴욕                                                                            | 빌 셔먼                                                                                | 보스턴 셀틱스                                                                          |
| 1956 | 1월 24일                                                                               | 서부 108, 동부 94 | 로체스터 워 메모리얼                                                                   | 8,517                                                                                  | 로체스터 로열스                                                                        | 뉴욕주 로체스터                                                                        | 밥 페티트                                                                              | 세인트 루이스 호크스                                                                   |
| 1957 | 1월 15일                                                                               | 동부 109, 서부 97 | 보스턴 가든                                                                            | 11,178                                                                                 | 보스턴 셀틱스                                                                          | 매사추세츠주 보스턴                                                                    | 밥 쿠지                                                                                | 보스턴 셀틱스                                                                          |
| 1958 | 1월 21일                                                                               | 동부 130, 서부 118 | 세인트루이스 아레나                                                                    | 12,854                                                                                 | 세인트루이스 호크스                                                                    | 미주리주 세인트루이스                                                                  | 밥 페티트                                                                              | 세인트 루이스 호크스                                                                   |
| 1959 | 1월 23일                                                                               | 서부 124, 동부 108 | 올림피아 스타디움                                                                      | 10,541                                                                                 | 디트로이트 피스턴스                                                                    | 미시간주 디트로이트                                                                    | 엘진 베일러 밥 페티트                                                                  | 미니애폴리스 레이커스 세인트 루이스 호크스                                             |
| 1960 | 1월 22일                                                                               | 동부 125, 서부 115 | 필라델피아 컨벤션 홀                                                                   | 10,421                                                                                 | 필라델피아 워리어스                                                                    | 펜실베이니아주 필라델피아                                                              | 윌트 체임벌린                                                                          | 필라델피아 워리어스                                                                    |
| 1961 | 1월 17일                                                                               | 서부 153, 동부 131 | 오논다가 카운티 워 메모리얼 콜리시엄                                                   | 8,016                                                                                  | 시러큐스 내셔널즈                                                                      | 뉴욕주 시러큐스                                                                        | 오스카 로버트슨                                                                        | 신시내티 로열스                                                                        |
| 1962 | 1월 16일                                                                               | 서부 150, 동부 130 | 세인트루이스 아레나                                                                    | 15,112                                                                                 | 세인트루이스 호크스                                                                    | 미주리주 세인트루이스                                                                  | 밥 페티트                                                                              | 세인트 루이스 호크스                                                                   |
| 1963 | 1월 16일                                                                               | 동부 115, 서부 108 | 로스앤젤레스 스포츠 아레나                                                             | 14,838                                                                                 | 로스앤젤레스 레이커스                                                                  | 캘리포니아주 로스앤젤레스                                                              | 빌 러셀                                                                                | 보스턴 셀틱스                                                                          |
| 1964 | 1월 14일                                                                               | 동부 111, 서부 107 | 보스턴 가든                                                                            | 13,464                                                                                 | 보스턴 셀틱스                                                                          | 매사추세츠주 보스턴                                                                    | 오스카 로버트슨                                                                        | 신시내티 로열스                                                                        |
| 1965 | 1월 13일                                                                               | 동부 124, 서부 123 | 세인트루이스 아레나                                                                    | 16,713                                                                                 | 세인트루이스 호크스                                                                    | 미주리주 세인트루이스                                                                  | 제리 루카스                                                                            | 신시내티 로열스                                                                        |
| 1966 | 1월 11일                                                                               | 동부 137, 서부 94 | 신시내티 가든                                                                          | 13,653                                                                                 | 신시내티 로열스                                                                        | 오하이오주 신시내티                                                                    | 아드리안 스미스                                                                        | 신시내티 로열스                                                                        |
| 1967 | 1월 10일                                                                               | 서부 135, 동부 120 | 카우 팰리스                                                                            | 13,972                                                                                 | 샌프란시스코 워리어스                                                                  | 캘리포니아주 데일리 시티                                                               | 릭 베리                                                                                | 샌프란시스코 워리어스                                                                  |
| 1968 | 1월 23일                                                                               | 동부 144, 서부 124 | 매디슨 스퀘어 가든                                                                     | 18,422                                                                                 | 뉴욕 닉스                                                                              | 뉴욕주 뉴욕                                                                            | 핼 그리어                                                                              | 필라델피아 세븐티식서스                                                                |
| 1969 | 1월 14일                                                                               | 동부 123, 서부 112 | 볼티모어 시빅 센터                                                                     | 12,348                                                                                 | 볼티모어 불리츠                                                                        | 메릴랜드주 볼티모어                                                                    | 오스카 로버트슨                                                                        | 신시내티 로열스                                                                        |
| 1970 | 1월 20일                                                                               | 동부 142, 서부 135 | 더 스펙트럼                                                                            | 15,244                                                                                 | 필라델피아 세븐티식서스                                                                | 펜실베이니아주 필라델피아                                                              | 윌리스 리드                                                                            | 뉴욕 닉스                                                                              |
| 1971 | 1월 12일                                                                               | 서부 108, 동부 107 | 샌디에고 스포츠 아레나                                                                 | 14,378                                                                                 | 샌디에고 로키츠                                                                        | 캘리포니아주 샌디에고                                                                  | 레니 윌킨스                                                                            | 시애틀 슈퍼소닉스                                                                      |
| 1972 | 1월 18일                                                                               | 서부 112, 동부 110 | 더 포럼                                                                                | 17,214                                                                                 | 로스앤젤레스 레이커스                                                                  | 캘리포니아주 잉글우드                                                                  | 제리 웨스트                                                                            | 로스앤젤레스 레이커스                                                                  |
| 1973 | 1월 23일                                                                               | 동부 104, 서부 84 | 시카고 스타디움                                                                        | 17,527                                                                                 | 시카고 불스                                                                            | 일리노이주 시카고                                                                      | 데이브 코웬스                                                                          | 보스턴 셀틱스                                                                          |
| 1974 | 1월 15일                                                                               | 서부 134, 동부 123 | 시애틀 센터 콜리시엄                                                                   | 14,360                                                                                 | 시애틀 슈퍼소닉스                                                                      | 워싱턴주 시애틀                                                                        | 밥 레이니어                                                                            | 디트로이트 피스턴스                                                                    |
| 1975 | 1월 14일                                                                               | 동부 108, 서부 102 | 애리조나 베터런스 메모리얼 콜리시엄                                                    | 12,885                                                                                 | 피닉스 선스                                                                            | 애리조나주 피닉스                                                                      | 월트 프라이저                                                                          | 뉴욕 닉스                                                                              |
| 1976 | 2월 3일                                                                                | 동부 123, 서부 109 | 더 스펙트럼                                                                            | 17,511                                                                                 | 필라델피아 세븐티식서스                                                                | 펜실베이니아주 필라델피아                                                              | 데이브 빙                                                                              | 워싱턴 불리츠                                                                          |
| 1977 | 2월 13일                                                                               | 서부 125, 동부 124 | 밀워키 아레나                                                                          | 10,938                                                                                 | 밀워키 벅스                                                                            | 위스콘신주 밀워키                                                                      | 줄리어스 어빙                                                                          | 필라델피아 세븐티식서스                                                                |
| 1978 | 2월 5일                                                                                | 동부 133, 서부 125 | 옴니 콜리시엄                                                                          | 15,491                                                                                 | 애틀랜타 호크스                                                                        | 조지아주 애틀랜타                                                                      | 랜디 스미스                                                                            | 버펄로 브레이브스                                                                      |
| 1979 | 2월 4일                                                                                | 서부 134, 동부 129 | 폰티액 실버돔†                                                                         | 31,745                                                                                 | 디트로이트 피스턴스                                                                    | 미시간주 폰티액                                                                        | 데이비드 톰슨                                                                          | 덴버 너기츠                                                                            |
| 1980 | 2월 3일                                                                                | 동부 144, 서부 136 (OT) | 캐피털 센터                                                                            | 19,035                                                                                 | 워싱턴 불리츠                                                                          | 메릴랜드주 랜도버                                                                      | 조지 거빈                                                                              | 샌안토니오 스퍼스                                                                      |
| 1981 | 2월 1일                                                                                | 동부 123, 서부 120 | 콜리시엄 앳 리치필드                                                                   | 20,239                                                                                 | 클리블랜드 캐벌리어스                                                                  | 오하이오주 리치필드                                                                    | 네이트 아치볼트                                                                        | 보스턴 셀틱스                                                                          |
| 1982 | 1월 31일                                                                               | 동부 120, 서부 118 | 브렌든 번 아레나                                                                       | 20,149                                                                                 | 뉴저지 네츠                                                                            | 뉴저지주 이스트러더퍼드                                                                | 래리 버드                                                                              | 보스턴 셀틱스                                                                          |
| 1983 | 2월 13일                                                                               | 동부 132, 서부 123 | 더 포럼                                                                                | 17,505                                                                                 | 로스앤젤레스 레이커스                                                                  | 캘리포니아주 잉글우드                                                                  | 줄리어스 어빙                                                                          | 필라델피아 세븐티식서스                                                                |
| 1984 | 1월 29일                                                                               | 동부 154, 서부 145 (OT) | 맥니콜스 스포츠 아레나                                                                 | 17,500                                                                                 | 덴버 너기츠                                                                            | 콜로라도주 덴버                                                                        | 아이재이아 토마스                                                                      | 디트로이트 피스턴스                                                                    |
| 1985 | 2월 10일                                                                               | 서부 140, 동부 129 | 후지어 돔†                                                                             | 43,146                                                                                 | 인디애나 페이서스                                                                      | 인디애나주 인디애나폴리스                                                              | 랠프 샘슨                                                                              | 휴스턴 로키츠                                                                          |
| 1986 | 2월 9일                                                                                | 동부 139, 서부 132 | 리유니언 아레나                                                                        | 16,573                                                                                 | 댈러스 매버릭스                                                                        | 텍사스주 댈러스                                                                        | 아이재이아 토마스                                                                      | 디트로이트 피스턴스                                                                    |
| 1987 | 2월 8일                                                                                | 서부 154, 동부 149 (OT) | 킹돔†                                                                                  | 34,275                                                                                 | 시애틀 슈퍼소닉스                                                                      | 워싱턴주 시애틀                                                                        | 톰 챔버스                                                                              | 시애틀 슈퍼소닉스                                                                      |
| 1988 | 2월 7일                                                                                | 동부 138, 서부 133 | 시카고 스타디움                                                                        | 18,403                                                                                 | 시카고 불스                                                                            | 일리노이주 시카고                                                                      | 마이클 조던                                                                            | 시카고 불스                                                                            |
| 1989 | 2월 12일                                                                               | 서부 143, 동부 134 | 애스트로돔†                                                                            | 44,735                                                                                 | 휴스턴 로키츠                                                                          | 텍사스주 휴스턴                                                                        | 칼 말론                                                                                | 유타 재즈                                                                              |
| 1990 | 2월 11일                                                                               | 동부 130, 서부 113 | 마이애미 아레나                                                                        | 14,810                                                                                 | 마이애미 히트                                                                          | 플로리다주 마이애미                                                                    | 매직 존슨                                                                              | 로스앤젤레스 레이커스                                                                  |
| 1991 | 2월 10일                                                                               | 동부 116, 서부 114 | 샬럿 콜리시엄                                                                          | 23,530                                                                                 | 샬럿 호니츠                                                                            | 노스캐롤라이나주 샬럿                                                                  | 찰스 바클리                                                                            | 필라델피아 세븐티식서스                                                                |
| 1992 | 2월 9일                                                                                | 서부 153, 동부 113 | 올랜도 아레나                                                                          | 14,272                                                                                 | 올랜도 매직                                                                            | 플로리다주 올랜도                                                                      | 매직 존슨                                                                              | 로스앤젤레스 레이커스                                                                  |
| 1993 | 2월 21일                                                                               | 서부 135, 동부 130 (OT) | 델타 센터                                                                              | 19,459                                                                                 | 유타 재즈                                                                              | 유타주 솔트레이크시티                                                                  | 칼 말론 존 스탁턴                                                                      | 유타 재즈                                                                              |
| 1994 | 2월 13일                                                                               | 동부 127, 서부 118 | 타깃 센터                                                                              | 17,096                                                                                 | 미네소타 팀버울브스                                                                    | 미네소타주 미니애폴리스                                                                | 스코티 피펜                                                                            | 시카고 불스                                                                            |
| 1995 | 2월 12일                                                                               | 서부 139, 동부 112 | 아메리카 웨스트 아레나                                                                 | 18,755                                                                                 | 피닉스 선스                                                                            | 애리조나주 피닉스                                                                      | 미치 리치먼드                                                                          | 새크라멘토 킹스                                                                        |
| 1996 | 2월 11일                                                                               | 동부 129, 서부 118 | 알라모돔                                                                               | 36,037                                                                                 | 샌안토니오 스퍼스                                                                      | 텍사스주 샌안토니오                                                                    | 마이클 조던                                                                            | 시카고 불스                                                                            |
| 1997 | 2월 9일                                                                                | 동부 132, 서부 120 | 건드 아레나                                                                            | 20,562                                                                                 | 클리블랜드 캐벌리어스                                                                  | 오하이오주 클리블랜드                                                                  | 글렌 라이스                                                                            | 샬럿 호니츠                                                                            |
| 1998 | 2월 8일                                                                                | 동부 135, 서부 114 | 매디슨 스퀘어 가든                                                                     | 18,323                                                                                 | 뉴욕 닉스                                                                              | 뉴욕주 뉴욕                                                                            | 마이클 조던                                                                            | 시카고 불스                                                                            |
| 1999 | 파업으로 인해 개최되지 않다. (개최지 : 퍼스트 유니언 센터 (펜실베이니아주 필라델피아)) | 파업으로 인해 개최되지 않다. (개최지 : 퍼스트 유니언 센터 (펜실베이니아주 필라델피아))                                                               | 파업으로 인해 개최되지 않다. (개최지 : 퍼스트 유니언 센터 (펜실베이니아주 필라델피아)) | 파업으로 인해 개최되지 않다. (개최지 : 퍼스트 유니언 센터 (펜실베이니아주 필라델피아)) | 파업으로 인해 개최되지 않다. (개최지 : 퍼스트 유니언 센터 (펜실베이니아주 필라델피아)) | 파업으로 인해 개최되지 않다. (개최지 : 퍼스트 유니언 센터 (펜실베이니아주 필라델피아)) | 파업으로 인해 개최되지 않다. (개최지 : 퍼스트 유니언 센터 (펜실베이니아주 필라델피아)) | 파업으로 인해 개최되지 않다. (개최지 : 퍼스트 유니언 센터 (펜실베이니아주 필라델피아)) |
| 2000 | 2월 13일                                                                               | 서부 137, 동부 126 | 더 아레나 인 오클랜드                                                                  | 18,325                                                                                 | 골든스테이트 워리어스                                                                  | 캘리포니아주 오클랜드                                                                  | 팀 던컨 샤킬 오닐                                                                      | 샌안토니오 스퍼스 로스앤젤레스 레이커스                                                |
| 2001 | 2월 11일                                                                               | 동부 111, 서부 110 | MCI 센터                                                                               | 20,674                                                                                 | 워싱턴 위저즈                                                                          | 워싱턴 D.C.                                                                            | 앨런 아이버슨                                                                          | 필라델피아 세븐티식서스                                                                |
| 2002 | 2월 10일                                                                               | 서부 135, 동부 120 | 퍼스트 유니언 센터                                                                     | 19,581                                                                                 | 필라델피아 세븐티식서스                                                                | 펜실베이니아주 필라델피아                                                              | 코비 브라이언트                                                                        | 로스앤젤레스 레이커스                                                                  |
| 2003 | 2월 9일                                                                                | 서부 155, 동부 145 (2OT) | 필립스 아레나                                                                          | 20,325                                                                                 | 애틀랜타 호크스                                                                        | 조지아주 애틀랜타                                                                      | 케빈 가넷                                                                              | 미네소타 팀버울브스                                                                    |
| 2004 | 2월 15일                                                                               | 서부 136, 동부 132 | 스테이플스 센터                                                                        | 19,662                                                                                 | 로스앤젤레스 레이커스                                                                  | 캘리포니아주 로스앤젤레스                                                              | 샤킬 오닐                                                                              | 로스앤젤레스 레이커스                                                                  |
| 2005 | 2월 20일                                                                               | 동부 125, 서부 115 | 펩시 센터                                                                              | 18,227                                                                                 | 덴버 너기츠                                                                            | 콜로라도주 덴버                                                                        | 앨런 아이버슨                                                                          | 필라델피아 세븐티식서스                                                                |
| 2006 | 2월 19일                                                                               | 동부 122, 서부 120 | 도요타 센터                                                                            | 18,652                                                                                 | 휴스턴 로키츠                                                                          | 텍사스주 휴스턴                                                                        | 르브론 제임스                                                                          | 클리블랜드 캐벌리어스                                                                  |
| 2007 | 2월 18일                                                                               | 서부 153, 동부 132 | 토머스 & 맥 센터°                                                                      | 15,694                                                                                 | 빈칸                                                                                   | 네바다주 패러다이스                                                                    | 코비 브라이언트                                                                        | 로스앤젤레스 레이커스                                                                  |
| 2008 | 2월 17일                                                                               | 동부 134, 서부 128 | 뉴올리언스 아레나                                                                      | 17,271                                                                                 | 뉴올리언스 호니츠                                                                      | 루이지애나주 뉴올리언스                                                                | 르브론 제임스                                                                          | 클리블랜드 캐벌리어스                                                                  |
| 2009 | 2월 15일                                                                               | 서부 146, 동부 119 | US 에어웨이스 센터                                                                     | 16,382                                                                                 | 피닉스 선스                                                                            | 애리조나주 피닉스                                                                      | 코비 브라이언트 샤킬 오닐                                                              | 로스앤젤레스 레이커스 피닉스 선스                                                      |
| 2010 | 2월 14일                                                                               | 동부 141, 서부 139 | 카우보이 스타디움#†                                                                    | 108,713                                                                                | 댈러스 매버릭스                                                                        | 텍사스주 알링턴                                                                        | 드웨인 웨이드                                                                          | 마이애미 히트                                                                          |
| 2011 | 2월 20일                                                                               | 서부 148, 동부 143 | 스테이플스 센터                                                                        | 17,163                                                                                 | 로스앤젤레스 레이커스 로스앤젤레스 클리퍼스                                            | 캘리포니아주 로스앤젤레스                                                              | 코비 브라이언트                                                                        | 로스앤젤레스 레이커스                                                                  |
| 2012 | 2월 26일                                                                               | 서부 152, 동부 149 | 암웨이 센터                                                                            | 17,125                                                                                 | 올랜도 매직                                                                            | 플로리다주 올랜도                                                                      | 케빈 듀랜트                                                                            | 오클라호마시티 선더                                                                    |
| 2013 | 2월 17일                                                                               | 서부 143, 동부 138 | 도요타 센터                                                                            | 16,101                                                                                 | 휴스턴 로키츠                                                                          | 텍사스주 휴스턴                                                                        | 크리스 폴                                                                              | 로스앤젤레스 클리퍼스                                                                  |
| 2014 | 2월 16일                                                                               | 동부 163, 서부 155 | 스무디킹 센터                                                                          | 14,727                                                                                 | 뉴올리언스 펠리컨스                                                                    | 루이지애나주 뉴올리언스                                                                | 카일리 어빙                                                                            | 클리블랜드 캐벌리어스                                                                  |
| 2015 | 2월 15일                                                                               | 서부 163, 동부 158 | 매디슨 스퀘어 가든                                                                     | 17,198                                                                                 | 뉴욕 닉스                                                                              | 뉴욕주 뉴욕                                                                            | 러셀 웨스트브룩                                                                        | 오클라호마시티 선더                                                                    |
| 2016 | 2월 14일                                                                               | 서부 196, 동부 173 | 에어 캐나다 센터                                                                       | 18,298                                                                                 | 토론토 랩터스                                                                          | 온타리오주 토론토                                                                      | 러셀 웨스트브룩                                                                        | 오클라호마시티 선더                                                                    |
| 2017 | 2월 19일                                                                               | 서부 192, 동부 182 | 스무디킹 센터                                                                          | 15,701                                                                                 | 뉴올리언스 펠리컨스                                                                    | 루이지애나주 뉴올리언스                                                                | 앤서니 데이비스                                                                        | 뉴올리언스 펠리컨스                                                                    |
| 2018 | 2월 18일                                                                               | 팀 르브론 148, 팀 스테픈 145 | 스테이플스 센터                                                                        | 17,801                                                                                 | 로스앤젤레스 레이커스 로스앤젤레스 클리퍼스                                            | 캘리포니아주 로스앤젤레스                                                              | 르브론 제임스                                                                          | 클리블랜드 캐벌리어스                                                                  |
| 2019 | 2월 17일                                                                               | 팀 르브론 178, 팀 야니스 164 | 스펙트럼 센터                                                                          | 19,077                                                                                 | 샬럿 호니츠                                                                            | 노스캐롤라이나주 샬럿                                                                  | 케빈 듀란트                                                                            | 골든스테이트 워리어스                                                                  |
| 2020 | 2월 16일                                                                               | 팀 르브론 157 , 팀 야니스 155 | 유나이티드 센터                                                                        | 17,808                                                                                 | 시카고 불스                                                                            | 일리노이주 시카고                                                                      | 카와이 레너드                                                                          | 로스앤젤레스 클리퍼스                                                                  |
| 2021 | 3월 7일                                                                                | 팀 르브론 170 , 팀 듀랜트 150 | 스테이트팜 아레나                                                                      | [ 3 ]                                                                                  | 애틀랜타 호크스                                                                        | 조지아주 애틀랜타                                                                      | 야니스 아데토쿤보                                                                      | 밀워키 벅스                                                                            |
| 2022 | 2월 20일                                                                               | 팀 르브론 163 , 팀 듀랜트 160 | 로키 모기지 필드하우스                                                                 | 18,721                                                                                 | 클리블랜드 캐벌리어스                                                                  | 오하이오주 클리블랜드                                                                  | 스테픈 커리                                                                            | 골든스테이트 워리어스                                                                  |
| 2023 | 2월 19일                                                                               | 팀 야니스 184, 팀 르브론 175 | 비빈트 아레나                                                                          | 17,886                                                                                 | 유타 재즈                                                                              | 유타주 솔트레이크시티                                                                  | 제이슨 테이텀                                                                          | 보스턴 셀틱스                                                                          |
| 2024 | 2월 18일                                                                               | 동부 211, 서부 186 | 게인브리지 필드하우스                                                                  | 17,251                                                                                 | 인디애나 페이서스                                                                      | 인디애나주 인디애나폴리스                                                              | 데이미언 릴러드                                                                        | 밀워키 벅스                                                                            |
| 2025 | 2월 16일                                                                               | 척스 글로벌 스타즈 41 , 케니스 영 스타즈 32 (준결승 1) 샤크 OG'S 42, 캔디스 라이징 스타즈 35 (준결승 2) 샤크 OG'S 41, 척스 글로벌 스타즈 25 (결승전) | 체이스 센터                                                                            | 17,539                                                                                 | 골든스테이트 워리어스                                                                  | 캘리포니아주 샌프란시스코                                                              | 스테픈 커리                                                                            | 골든스테이트 워리어스                                                                  |
| 2026 | 2월 15일                                                                               | 팀 USA, 팀 월드 | 인튜이트 돔                                                                            |                                                                                        | 로스앤젤레스 클리퍼스                                                                  | 캘리포니아주 잉글우드                                                                  |                                                                                        |                                                                                        |
| 2027 |                                                                                        | | PHX 아레나                                                                             |                                                                                        | 피닉스 선스                                                                            | 애리조나주 피닉스                                                                      |                                                                                        |                                                                                        |

《참고 사항》
- 동부 컨퍼런스가 38승 29패로 앞서가고 있다.
- 현 NBA 연고지 중에서 올스타 게임을 개최하지 못한 곳은 포틀랜드, 새크라멘토, 멤피스, 오클라호마시티, 브루클린이다.
- 새로운 경기장에서 올스타전을 개최하지 못한 곳은 리틀시저스 아레나 (디트로이트 피스턴스), 파이서브 포럼 (밀워키 벅스), TD 가든 (보스턴 셀틱스), 카세야 센터 (마이애미 히트), 아메리칸 에어라인스 센터 (댈러스 매버릭스), AT&T 센터 (샌안토니오 스퍼스), 바클레이스 센터 (브루클린 네츠), 골든 1 센터 (새크라멘토 킹스)이다.
- # 표시는 텍사스주 알링턴에서 개최되어 NBA 팀이 없지만, 댈러스-포트워스 메트로플렉스로 했던NBA 팀이 있다. (댈러스 매버릭스)
- ° 표시는 NBA 팀 연고지가 없는 곳에서 열린 첫 번째 올스타 게임이다.
- † 표시는 MLB 또는 NFL 스타디움에서 열린 올스타 게임이다.
- 최다 MVP 수상한 선수는 밥 페티트 (1956년, 1958년, 1959년, 1962년)와 코비 브라이언트 (2002년, 2007년, 2009년, 2011년)로 4회 수상했다.
- 연속으로 MVP 수상한 선수는 밥 페티트 (1958년, 1959년)와 러셀 웨스트브룩 (2015년, 2016년)으로 2년연속 MVP 수상했다.
- 최다 연속 올스타에 선택된 선수 르브론 제임스(2005년, 2006년, 2007년, 2008년, 2009년, 2010년, 2011년, 2012년, 2013년, 2014년, 2015년, 2016년, 2017년, 2018년, 2019년, 2020년, 2021년, 2022년, 2023년, 2024년, 2025년) 21번 연속 선택되었다.
- 최다 출전 선수는 21번 출전한 르브론 제임스(2005년, 2006년, 2007년, 2008년, 2009년, 2010년, 2011년, 2012년, 2013년, 2014년, 2015년, 2016년, 2017년, 2018년, 2019년, 2020년, 2021년, 2022년, 2023년, 2024년, 2025년)이고, 2위는 19번 출전한 카림 압둘 자바 (1970년, 1971년, 1972년, 1973년, 1974년, 1975년, 1976년, 1977년, 1979년, 1980년, 1981년, 1982년, 1983년, 1984년, 1985년, 1986년, 1987년, 1988년, 1989년), 3위는 18번 출전한 코비 브라이언트 (1998년, 2000년, 2001년, 2002년, 2003년, 2004년, 2005년, 2006년, 2007년, 2008년, 2009년, 2010년, 2011년, 2012년, 2013년, 2014년, 2015년, 2016년)이다.
- 트리플 더블 기록한 선수들
  - 1997년 마이클 조던 - 26분동안 14득점, 11리바운드, 11어스시트
  - 2011년 르브론 제임스 - 32분동안 29득점, 12리바운드, 10어시스트
  - 2012년 드웨인 웨이드 – 33분 동안 24득점, 10리바운드, 10어시스트
  - 2017년 케빈 듀란트 – 27분 동안 21득점, 10리바운드, 10어시스트
- 최다 관중은 2010년 올스타전 108,713명이다.
- 최연소 올스타전 MVP는 르브론 제임스 (21세 51일)이다.
- 최고령 올스타전 MVP는 샤킬 오닐 (36세 346일)이다.
- 올스타전에 선발 출전한 최연소 선수는 1998년 올스타전 로스앤젤레스 레이커스 소속으로 코비 브라이언트 19세 170일이다.
- 올스타전에 선발 출전한 최고령 선수는 2003년 올스타전 워싱턴 위저즈 소속으로 마이클 조던 39세 357일이다.
- 같은 해 슬램덩크 콘테스트 우승과 올스타전 MVP를 수상한 유일한 선수는 1998년 마이클 조던이다.
- 같은 해 쓰리-포인트 슛아웃 우승과 올스타전 MVP를 수상한 유일한 선수는 2024년 데이미언 릴러드이다.
- 최다 MVP 배출한 팀은 로스앤젤레스 레이커스 (1953년, 1959년, 1972년, 1990년, 1992년, 2000년, 2002년, 2004년, 2007년, 2009년, 2011년)로 11명의 배출했다. (미니애폴리스 레이커스 포함.)
- 최다 개최한 도시는 뉴욕 (1954년, 1955년, 1968년, 1998년, 2015년)로 5회 개최했다.
- 최다 개최한 주는 뉴욕주 (1954년, 1955년, 1956년, 1961년, 1968년, 1998년, 2015년) 7회 개최했다.
- 최다 개최한 경기장은 매디슨 스퀘어 가든 III (1954년, 1955년, 1968년), 매디슨 스퀘어 가든 (1998년, 2015년) 5번 개최했다.
- 1985년 올스타전은 올스타 게임은 후지어 돔에서, 슬램 덩크 콘테스트, 쓰리-포인트 슛아웃는 마켓 스퀘어 아레나에서 개최되었다.
- 1987년 올스타전은 올스타 게임은 킹돔에서, 슬램 덩크 콘테스트, 쓰리-포인트 슛아웃는 시애틀 센터 콜리시엄에서 개최되었다.
- 1989년 올스타전은 올스타 게임은 애스트로돔에서, 슬램 덩크 콘테스트, 쓰리-포인트 슛아웃는 더 슈미트에서 개최되었다.
- 2010년 올스타전은 올스타 게임은 카우보이 스타디움에서, 라이징 스타즈 챌린지, 슬램 덩크 콘테스트, 쓰리-포인트 슛아웃, 스킬즈 챌린지, 슛팅 스타즈 컴피티션은 아메리칸 에어라인스 센터에서 개최되었다.
- 2015년 올스타전은 올스타 게임 역사상 처음으로 뉴욕과 브루클린이 공동개최한다. 올스타 게임은 매디슨 스퀘어 가든에서, 라이징 스타즈 챌린지, 슬램 덩크 콘테스트, 쓰리-포인트 슛아웃, 스킬즈 챌린지, 슛팅 스타즈 컴피티션은 바클레이스 센터에서 개최되었다.
- 2024년 올스타전은 올스타 게임, 라이징 스타즈 챌린지는 게인브리지 필드하우스에서, 슬램 덩크 콘테스트, 쓰리-포인트 슛아웃, 스킬즈 챌린지는 루카스오일 스타디움에서 개최되었다.
- 2016년 올스타전은 올스타 게임 역사상 처음으로 캐나다에서 개최되는 올스타 게임이다.
- 2017년 올스타전은 노스캐롤라이나주 샬럿 (스펙트럼 센터)에서 개최하기로 하였으나, 노스캐롤라이나주가 성(性) 소수자 차별법에 반대해 2017년 올스타전 개최지가 루이지애나주 뉴올리언스 (스무디킹 센터)로 변경되었다. 그리고 샬럿은 2019년 올스타전을 다시 개최한다.
- 2018년 올스타전부터는 제1회 대회부터 유지해온 동부와 서부 콘퍼런스 맞대결 구도를 폐지된다. 하지만 동부와 서부 콘퍼런스 각 12명으로 구성된 올스타 선발 과정은 예전과 동일하다. 최다 투표자 두명이 캡틴이 되어 선수를 선발한다. 팀이름도 팀 ○○ vs 팀 △△로 변경된다.
- 2024년 올스타전은 6년만 다시 서부 올스타 대 동부 올스타 대결로 변경되었으면, 2020년 올스타전부터 사용된 24점짜리 엘람 엔딩(Elam Ending)을 제외되었다.
- 2024년 올스타전 동부 올스타가 기록한 211점은 올스타전 역사상 한 팀이 올린 최다 점수이자 올스타전 최초로 200점을 돌파했다. 이전 한 팀이 올린 최다 점수는 2016년 올스타전 서부 올스타가 기록한 196점이다.
- 2025년 올스타전부터  동부 올스타와 서부 올스타, 두 팀이 단판전을 치르는 전통적 방식을 벗어나 네 팀이 경기를 벌이며, 총 세 경기가 치러진다.4쿼터가 아니 점수제로 40점에 먼저 도달하는 팀이 다음 라운드에 진출한다. 이와 같은 방식은 NHL에서 이미 차용하고 있다.

## 라이징 스타즈 챌린지
| 연도   | 날짜 | 결과 | 경기장 | 개최팀 | 개최지 | MVP | 소속팀 |
| ------ | --- | --- | --- | --- | --- | --- | --- |
| 1994   | 2월 12일 | 피넘즈 74, 센세이션스 68                                                                                              | 타깃 센터 | 미네소타 팀버울브스                                                                                                   | 미네소타주 미니애폴리스                                                                                               | 앤퍼니 하더웨이 | 올랜도 매직 |
| 1995   | 2월 11일 | 화이트 83, 그린 79 (OT)                                                                                               | 아메리카 웨스트 아레나                                                                                                | 피닉스 선스 | 애리조나주 피닉스 | 에디 존스 | 로스앤젤레스 레이커스                                                                                                 |
| 1996   | 2월 10일 | 동부 94, 서부 92 | 알라모돔 | 샌안토니오 스퍼스 | 텍사스주 샌안토니오                                                                                                   | 데이먼 스타더마이어                                                                                                   | 토론토 랩터스 |
| 1997   | 2월 8일 | 동부 96, 서부 91 | 건드 아레나 | 클리블랜드 캐벌리어스                                                                                                 | 오하이오주 클리블랜드                                                                                                 | 앨런 아이버슨 | 필라델피아 세븐티식서스                                                                                               |
| 1998   | 2월 8일 | 동부 85, 서부 80 | 매디슨 스퀘어 가든 | 뉴욕 닉스 | 뉴욕주 뉴욕 | 지드루나스 일가우스카스                                                                                               | 클리블랜드 캐벌리어스                                                                                                 |
| 1999   | 파업으로 인해 개최되지 않다. (개최지 : 퍼스트 유니언 센터 (펜실베이니아주 필라델피아))                                | 파업으로 인해 개최되지 않다. (개최지 : 퍼스트 유니언 센터 (펜실베이니아주 필라델피아))                                | 파업으로 인해 개최되지 않다. (개최지 : 퍼스트 유니언 센터 (펜실베이니아주 필라델피아))                                | 파업으로 인해 개최되지 않다. (개최지 : 퍼스트 유니언 센터 (펜실베이니아주 필라델피아))                                | 파업으로 인해 개최되지 않다. (개최지 : 퍼스트 유니언 센터 (펜실베이니아주 필라델피아))                                | 파업으로 인해 개최되지 않다. (개최지 : 퍼스트 유니언 센터 (펜실베이니아주 필라델피아))                                | 파업으로 인해 개최되지 않다. (개최지 : 퍼스트 유니언 센터 (펜실베이니아주 필라델피아))                                |
| 2000   | 2월 11일 | 루키 92, 소포모어 83 (OT)                                                                                             | 더 아레나 인 오클랜드                                                                                                 | 골든스테이트 워리어스                                                                                                 | 캘리포니아주 오클랜드                                                                                                 | 엘튼 브랜드 | 시카고 불스 |
| 2001   | 2월 10일 | 소포모어 121, 루키 113                                                                                                | MCI 센터 | 워싱턴 위저즈 | 워싱턴 D.C. | 월리 저비악 | 미네소타 팀버울브스                                                                                                   |
| 2002   | 2월 9일 | 루키 103, 소포모어 97                                                                                                 | 퍼스트 유니언 센터 | 필라델피아 세븐티식서스                                                                                               | 펜실베이니아주 필라델피아                                                                                             | 제이슨 리차드슨 | 골든스테이트 워리어스                                                                                                 |
| 2003   | 2월 8일 | 소포모어 132, 루키 112                                                                                                | 필립스 아레나 | 애틀랜타 호크스 | 조지아주 애틀랜타 | 길버트 아레나스 | 골든스테이트 워리어스                                                                                                 |
| 2004   | 2월 13일 | 소포모어 142, 루키 118                                                                                                | 스테이플스 센터 | 로스앤젤레스 레이커스                                                                                                 | 캘리포니아주 로스앤젤레스                                                                                             | 아마레 스터드마이어                                                                                                   | 피닉스 선스 |
| 2005   | 2월 18일 | 소포모어 133, 루키 106                                                                                                | 펩시 센터 | 덴버 너기츠 | 콜로라도주 덴버 | 카멜로 앤서니 | 덴버 너기츠 |
| 2006   | 2월 17일 | 소포모어 106, 루키 96                                                                                                 | 도요타 센터 | 휴스턴 로키츠 | 텍사스주 휴스턴 | 안드레 이궈달라 | 필라델피아 세븐티식서스                                                                                               |
| 2007   | 2월 16일 | 소포모어 155, 루키 114                                                                                                | 토머스 & 맥 센터 | 빈칸 | 네바다주 패러다이스                                                                                                   | 데이비드 리 | 뉴욕 닉스 |
| 2008   | 2월 15일 | 소포모어 136, 루키 109                                                                                                | 뉴올리언스 아레나 | 뉴올리언스 호니츠 | 루이지애나주 뉴올리언스                                                                                               | 다니엘 깁슨 | 클리블랜드 캐벌리어스                                                                                                 |
| 2009   | 2월 13일 | 소포모어 122, 루키 116                                                                                                | US 에어웨이스 센터 | 피닉스 선스 | 애리조나주 피닉스 | 케빈 듀란트 | 오클라호마시티 선더                                                                                                   |
| 2010   | 2월 12일 | 루키 140, 소포모어 128                                                                                                | 아메리칸 에어라인스 센터                                                                                              | 댈러스 매버릭스 | 텍사스주 댈러스 | 타이릭 에반스 | 새크라멘토 킹스 |
| 2011   | 2월 18일 | 루키 148, 소포모어 140                                                                                                | 스테이플스 센터 | 로스앤젤레스 레이커스 로스앤젤레스 클리퍼스                                                                           | 캘리포니아주 로스앤젤레스                                                                                             | 존 월 | 워싱턴 위저즈 |
| 2012   | 2월 24일 | 팀 척 146, 팀 샤크 133                                                                                                | 암웨이 센터 | 올랜도 매직 | 플로리다주 올랜도 | 카일리 어빙 | 클리블랜드 캐벌리어스                                                                                                 |
| 2013   | 2월 15일 | 팀 척 163, 팀 샤크 135                                                                                                | 도요타 센터 | 휴스턴 로키츠 | 텍사스주 휴스턴 | 케네스 파리드 | 덴버 너기츠 |
| 2014   | 2월 14일 | 팀 힐 142, 팀 웨버 136                                                                                                | 스무디킹 센터 | 뉴올리언스 펠리컨스                                                                                                   | 뉴올리언스 루이지애나주                                                                                               | 안드레 드루먼드 | 디트로이트 피스턴스                                                                                                   |
| 2015   | 2월 13일 | 팀 월드 121, 팀 USA 112                                                                                               | 바클레이스 센터 | 브루클린 네츠 | 뉴욕주 브루클린 | 앤드류 위긴스 | 미네소타 팀버울브스                                                                                                   |
| 2016   | 2월 12일 | 팀 USA 157, 팀 월드 154                                                                                               | 에어 캐나다 센터 | 토론토 랩터스 | 온타리오주 토론토 | 잭 라빈 | 미네소타 팀버울브스                                                                                                   |
| 2017   | 2월 17일 | 팀 월드 150, 팀 USA 141                                                                                               | 스무디킹 센터 | 뉴올리언스 펠리컨스                                                                                                   | 뉴올리언스 루이지애나주                                                                                               | 자말 머레이 | 덴버 너기츠 |
| 2018   | 2월 16일 | 팀 월드 155, 팀 USA 124                                                                                               | 스테이플스 센터 | 로스앤젤레스 레이커스 로스앤젤레스 클리퍼스                                                                           | 캘리포니아주 로스앤젤레스                                                                                             | 보그단 보그다노비치                                                                                                   | 새크라멘토 킹스 |
| 2019   | 2월 16일 | 팀 USA 161, 팀 월드 144                                                                                               | 스펙트럼 센터 | 샬럿 호니츠 | 노스캐롤라이나주 샬럿                                                                                                 | 카일 쿠즈마 | 로스앤젤레스 레이커스                                                                                                 |
| 2020   | 2월 15일 | 팀 USA 151 , 팀 월드 131                                                                                              | 유나이티드 센터 | 시카고 불스 | 일리노이주 시카고 | 마일스 브리지스 | 샬럿 호니츠 |
| 2021   | 코로나-19로 인해 올스타전이 하루만 개최되어 라이징 스타즈는 미개최됨.(개최지 : 스테이트팜 아레나 (조지아주 애틀랜타)) | 코로나-19로 인해 올스타전이 하루만 개최되어 라이징 스타즈는 미개최됨.(개최지 : 스테이트팜 아레나 (조지아주 애틀랜타)) | 코로나-19로 인해 올스타전이 하루만 개최되어 라이징 스타즈는 미개최됨.(개최지 : 스테이트팜 아레나 (조지아주 애틀랜타)) | 코로나-19로 인해 올스타전이 하루만 개최되어 라이징 스타즈는 미개최됨.(개최지 : 스테이트팜 아레나 (조지아주 애틀랜타)) | 코로나-19로 인해 올스타전이 하루만 개최되어 라이징 스타즈는 미개최됨.(개최지 : 스테이트팜 아레나 (조지아주 애틀랜타)) | 코로나-19로 인해 올스타전이 하루만 개최되어 라이징 스타즈는 미개최됨.(개최지 : 스테이트팜 아레나 (조지아주 애틀랜타)) | 코로나-19로 인해 올스타전이 하루만 개최되어 라이징 스타즈는 미개최됨.(개최지 : 스테이트팜 아레나 (조지아주 애틀랜타)) |
| 2022년 | 2월 19일 | 팀 아이제이아 50, 팀 워디 49 팀 배리 50, 팀 페이턴 48 팀 배리 25, 팀 아이제이아 20                                    | 로키 모기지 필드하우스                                                                                                | 클리블랜드 캐벌리어스                                                                                                 | 오하이오주 클리블랜드                                                                                                 | 케이드 커닝엄 | 디트로이트 피스턴스                                                                                                   |
| 2023   | 2월 17일 | 팀 파우 40, 팀 데런 25 팀 조아킴 40, 팀 제이슨 32 팀 파우 25, 팀 조아킴 20                                            | 비빈트 아레나 | 유타 재즈 | 유타주 솔트레이크시티                                                                                                 | 호세 알바라도 | 뉴올리언스 펠리컨스                                                                                                   |
| 2024   | 2월 16일 | 팀 제일런 40, 팀 타미카35 팀 데틀레프 41, 팀 파우 36 팀 제일런 26, 팀 데틀레프 13                                     | 게인브리지 필드하우스                                                                                                 | 인디애나 페이서스 | 인디애나주 인디애나폴리스                                                                                             | 베네딕트 마트린 | 인디애나 페이서스 |
| 2025   | 2월 14일 | 팀 C 40, 팀 T 34 팀 G 리그 40, 팀 M 39 팀 C 25, 팀 G 리그 14                                                          | 체이스 센터 | 골든스테이트 워리어스                                                                                                 | 캘리포니아주 샌프란시스코                                                                                             | 스테폰 캐슬 | 샌안토니오 스퍼스 |
| 2026   | | | 인튜이트 돔 | 로스앤젤레스 클리퍼스                                                                                                 | 캘리포니아주 잉글우드                                                                                                 | | |
| 2027   | | | PHX 아레나 | 피닉스 선스 | 애리조나주 피닉스 | | |

《참고 사항》
- 1994년 MVP인 앤퍼니 하더웨이와 1995년 MVP인 에디 존스는 진 팀 선수가 MVP를 수상하였다.
- 최연소 라이징 스타 도전 MVP는 카이리 어빙 (19세 338일)이다.
- 최고령 라이징 스타 챌린지 MVP는 보그단 보그다노비치 (25세 182일)이다.
- 1994년부터 2011년까지 경기명칭이 루키 챌린지였다.
- 2000년부터 2011년까지 루키팀(1년차)과 소포모어팀(2년차)의 대결로 변경됨.
- 2012년부터 2013년 BBVA 라이징 스타즈 챌린지는 찰스 바클리(팀 척)와 샤킬 오닐(팀 샤크)의 드래프트에 따라 나뉜 20명의 1, 2년차 선수들이 기량을 겨루는 경기로 변경됨.
- 2014년부터 BBVA 라이징 스타즈 챌린지는 크리스 웨버(팀 웨버)와 그랜트 힐 (팀 힐)의 드래프트에 따라 나뉜 20명의 1, 2년차 선수들이 기량을 겨루는 경기로 변경됨.
- 2010년 올스타전은 올스타 게임은 카우보이 스타디움에서, 라이징 스타즈 챌린지, 슬램 덩크 콘테스트, 쓰리-포인트 슛아웃, 스킬즈 챌린지, 슛팅 스타즈 컴피티션은 아메리칸 에어라인스 센터에서 개최되었다.
- 2015년 올스타전은 올스타 게임 역사상 처음으로 뉴욕과 브루클린이 공동개최한다. 올스타 게임은 매디슨 스퀘어 가든에서, 라이징 스타즈 챌린지, 슬램 덩크 콘테스트, 쓰리-포인트 슛아웃, 스킬즈 챌린지, 슛팅 스타즈 컴피티션은 바클레이스 센터에서 개최되었다.
- 2022년 크로락스 라이징 스타즈 챌린지는 NBA 75주년을 맞이하여 목표점수제가 도입되는데 4강전에서는 각 팀(아이제이아 토마스 (팀 아이제이아), 제임스 워디 (팀 워디), 릭 배리 (팀 배리), 게리 페이턴 (팀 페이턴))이 50점 먼저 넣는 팀이 승리하고, 결승에서는 각각의 점수에서 다시 25점이 추가된 75점을 최종 목표로하여 진행한다. 그리고 선수 구성은 1년차, 2년차 24명과 NBA G 리그 이그나이트 4명 출전하면, 네개 팀으로 나누는데 선수들은 드래프트 형식으로 각 팀에 배정된다. 각 팀은 반드시 6명의 NBA 선수와 1명의 NBA G 리그 이그나이트 선수로 구성으로 변경되었다.
- 최다 MVP 배출한 팀은 클리블랜드 캐벌리어스 (1998년, 2008년, 2012년)로 3명의 배출했다.
- 골든스테이트 워리어스는 라이징 스타즈 챌린지(루키 챌린지 포함) 역사상 최초로 2년 연속 (2002년, 2003년) MVP를 배출했다.
- 2024년 올스타전은 올스타 게임, 라이징 스타즈 챌린지은 게인브리지 필드하우스에서, 슬램 덩크 콘테스트, 쓰리-포인트 슛아웃, 스킬즈 챌린지는 루카스오일 스타디움에서 개최되었다.
- 2025년 라이징 스타즈 챌린지 우승팀은 올스타전에 캔디스 라이징 스타즈로 참가한다.

## 슬램 덩크 콘테스트
| 연도 | 경기장                                                                                       | 개최팀                                                                                       | 개최지                                                                                       | 우승자                                                                                       | 소속팀                                                                                       |
| ---- | -------------------------------------------------------------------------------------------- | -------------------------------------------------------------------------------------------- | -------------------------------------------------------------------------------------------- | -------------------------------------------------------------------------------------------- | -------------------------------------------------------------------------------------------- |
| 1984 | 맥니콜스 스포츠 아레나                                                                       | 덴버 너기츠                                                                                  | 콜로라도주 덴버                                                                              | 래리 낸스                                                                                    | 피닉스 선스                                                                                  |
| 1985 | 마켓 스퀘어 아레나                                                                           | 인디애나 페이서스                                                                            | 인디애나주 인디애나폴리스                                                                    | 도미니크 윌킨스                                                                              | 애틀랜타 호크스                                                                              |
| 1986 | 리유니언 아레나                                                                              | 댈러스 매버릭스                                                                              | 텍사스주 댈러스                                                                              | 스퍼드 웹                                                                                    | 애틀랜타 호크스                                                                              |
| 1987 | 시애틀 센터 콜리시엄                                                                         | 시애틀 슈퍼소닉스                                                                            | 워싱턴주 시애틀                                                                              | 마이클 조던                                                                                  | 시카고 불스                                                                                  |
| 1988 | 시카고 스타디움                                                                              | 시카고 불스                                                                                  | 일리노이주 시카고                                                                            | 마이클 조던                                                                                  | 시카고 불스                                                                                  |
| 1989 | 더 슈미트                                                                                    | 휴스턴 로키츠                                                                                | 텍사스주 휴스턴                                                                              | 케니 워커                                                                                    | 뉴욕 닉스                                                                                    |
| 1990 | 마이애미 아레나                                                                              | 마이애미 히트                                                                                | 플로리다주 마이애미                                                                          | 도미니크 윌킨스                                                                              | 애틀랜타 호크스                                                                              |
| 1991 | 샬럿 콜리시엄                                                                                | 샬럿 호네츠                                                                                  | 노스캐롤라이나주 샬럿                                                                        | 디 브라운                                                                                    | 보스턴 셀틱스                                                                                |
| 1992 | 올랜도 아레나                                                                                | 올랜도 매직                                                                                  | 플로리다주 올랜도                                                                            | 세드릭 세발로스                                                                              | 피닉스 선스                                                                                  |
| 1993 | 델타 센터                                                                                    | 유타 재즈                                                                                    | 유타주 솔트레이크시티                                                                        | 해롤드 마이너                                                                                | 마이애미 히트                                                                                |
| 1994 | 타깃 센터                                                                                    | 미네소타 팀버울브스                                                                          | 미네소타주 미니애폴리스                                                                      | 아이재이아 라이더                                                                            | 미네소타 팀버울브스                                                                          |
| 1995 | 아메리카 웨스트 아레나                                                                       | 피닉스 선스                                                                                  | 애리조나주 피닉스                                                                            | 해롤드 마이너                                                                                | 마이애미 히트                                                                                |
| 1996 | 알라모돔                                                                                     | 샌안토니오 스퍼스                                                                            | 텍사스주 샌안토니오                                                                          | 브렌트 배리                                                                                  | 로스앤젤레스 클리퍼스                                                                        |
| 1997 | 건드 아레나                                                                                  | 클리블랜드 캐벌리어스                                                                        | 오하이오주 클리블랜드                                                                        | 코비 브라이언트                                                                              | 로스앤젤레스 레이커스                                                                        |
| 1998 | WNBA-NBA 2볼 콤퍼티션으로 대체인해 개최되지 않다.(개최지 : 매디슨 스퀘어 가든 (뉴욕주 뉴욕)) | WNBA-NBA 2볼 콤퍼티션으로 대체인해 개최되지 않다.(개최지 : 매디슨 스퀘어 가든 (뉴욕주 뉴욕)) | WNBA-NBA 2볼 콤퍼티션으로 대체인해 개최되지 않다.(개최지 : 매디슨 스퀘어 가든 (뉴욕주 뉴욕)) | WNBA-NBA 2볼 콤퍼티션으로 대체인해 개최되지 않다.(개최지 : 매디슨 스퀘어 가든 (뉴욕주 뉴욕)) | WNBA-NBA 2볼 콤퍼티션으로 대체인해 개최되지 않다.(개최지 : 매디슨 스퀘어 가든 (뉴욕주 뉴욕)) |
| 1999 | 파업으로 인해 개최되지 않다. (개최지 : 퍼스트 유니언 센터 (펜실베이니아주 필라델피아))       | 파업으로 인해 개최되지 않다. (개최지 : 퍼스트 유니언 센터 (펜실베이니아주 필라델피아))       | 파업으로 인해 개최되지 않다. (개최지 : 퍼스트 유니언 센터 (펜실베이니아주 필라델피아))       | 파업으로 인해 개최되지 않다. (개최지 : 퍼스트 유니언 센터 (펜실베이니아주 필라델피아))       | 파업으로 인해 개최되지 않다. (개최지 : 퍼스트 유니언 센터 (펜실베이니아주 필라델피아))       |
| 2000 | 더 아레나 인 오클랜드                                                                        | 골든스테이트 워리어스                                                                        | 캘리포니아주 오클랜드                                                                        | 빈스 카터                                                                                    | 토론토 랩터스                                                                                |
| 2001 | MCI 센터                                                                                     | 워싱턴 위저즈                                                                                | 워싱턴 D.C.                                                                                  | 데스몬드 메이슨                                                                              | 시애틀 슈퍼소닉스                                                                            |
| 2002 | 퍼스트 유니언 센터                                                                           | 필라델피아 세븐티식서스                                                                      | 펜실베이니아주 필라델피아                                                                    | 제이슨 리차드슨                                                                              | 골든스테이트 워리어스                                                                        |
| 2003 | 필립스 아레나                                                                                | 애틀랜타 호크스                                                                              | 조지아주 애틀랜타                                                                            | 제이슨 리차드슨                                                                              | 골든스테이트 워리어스                                                                        |
| 2004 | 스테이플스 센터                                                                              | 로스앤젤레스 레이커스                                                                        | 캘리포니아주 로스앤젤레스                                                                    | 프레드 존스                                                                                  | 인디애나 페이서스                                                                            |
| 2005 | 펩시 센터                                                                                    | 덴버 너기츠                                                                                  | 콜로라도주 덴버                                                                              | 조시 스미스                                                                                  | 애틀랜타 호크스                                                                              |
| 2006 | 도요타 센터                                                                                  | 휴스턴 로키츠                                                                                | 텍사스주 휴스턴                                                                              | 네이트 로빈슨                                                                                | 뉴욕 닉스                                                                                    |
| 2007 | 토머스 & 맥 센터                                                                             | 빈칸                                                                                         | 네바다주 패러다이스                                                                          | 제랄드 그린                                                                                  | 보스턴 셀틱스                                                                                |
| 2008 | 뉴올리언스 아레나                                                                            | 뉴올리언스 호니츠                                                                            | 루이지애나주 뉴올리언스                                                                      | 드와이트 하워드                                                                              | 올랜도 매직                                                                                  |
| 2009 | US 에어웨이스 센터                                                                           | 피닉스 선스                                                                                  | 애리조나주 피닉스                                                                            | 네이트 로빈슨                                                                                | 뉴욕 닉스                                                                                    |
| 2010 | 아메리칸 에어라인스 센터                                                                     | 댈러스 매버릭스                                                                              | 텍사스주 댈러스                                                                              | 네이트 로빈슨                                                                                | 뉴욕 닉스                                                                                    |
| 2011 | 스테이플스 센터                                                                              | 로스앤젤레스 레이커스 로스앤젤레스 클리퍼스                                                  | 캘리포니아주 로스앤젤레스                                                                    | 블레이크 그리핀                                                                              | 로스앤젤레스 클리퍼스                                                                        |
| 2012 | 암웨이 센터                                                                                  | 올랜도 매직                                                                                  | 플로리다주 올랜도                                                                            | 제레미 에반스                                                                                | 유타 재즈                                                                                    |
| 2013 | 도요타 센터                                                                                  | 휴스턴 로키츠                                                                                | 텍사스주 휴스턴                                                                              | 테런스 로스                                                                                  | 토론토 랩터스                                                                                |
| 2014 | 스무디킹 센터                                                                                | 뉴올리언스 펠리컨스                                                                          | 루이지애나주 뉴올리언스                                                                      | 폴 조지 테런스 로스 존 월                                                                    | 인디애나 페이서스 토론토 랩터스 워싱턴 위저즈                                                |
| 2015 | 바클레이스 센터                                                                              | 브루클린 네츠                                                                                | 뉴욕주 브루클린                                                                              | 잭 라빈                                                                                      | 미네소타 팀버울브스                                                                          |
| 2016 | 에어 캐나다 센터                                                                             | 토론토 랩터스                                                                                | 온타리오주 토론토                                                                            | 잭 라빈                                                                                      | 미네소타 팀버울브스                                                                          |
| 2017 | 스무디킹 센터                                                                                | 뉴올리언스 펠리컨스                                                                          | 루이지애나주 뉴올리언스                                                                      | 글렌 로빈슨 3세                                                                              | 인디애나 페이서스                                                                            |
| 2018 | 스테이플스 센터                                                                              | 로스앤젤레스 레이커스 로스앤젤레스 클리퍼스                                                  | 캘리포니아주 로스앤젤레스                                                                    | 도노반 미첼                                                                                  | 유타 재즈                                                                                    |
| 2019 | 스펙트럼 센터                                                                                | 샬럿 호니츠                                                                                  | 노스캐롤라이나주 샬럿                                                                        | 하미도우 디알로                                                                              | 오클라호마시티 선더                                                                          |
| 2020 | 유나이티드 센터                                                                              | 시카고 불스                                                                                  | 일리노이주 시카고                                                                            | 데릭 존스 주니어                                                                             | 마이애미 히트                                                                                |
| 2021 | 스테이트팜 아레나                                                                            | 애틀랜타 호크스                                                                              | 조지아주 애틀랜타                                                                            | 앤퍼니 시몬스                                                                                | 포틀랜드 트레일블레이저스                                                                    |
| 2022 | 로키 모기지 필드하우스                                                                       | 클리블랜드 캐벌리어스                                                                        | 오하이오주 클리블랜드                                                                        | 오비 토핀                                                                                    | 뉴욕 닉스                                                                                    |
| 2023 | 비빈트 아레나                                                                                | 유타 재즈                                                                                    | 유타주 솔트레이크시티                                                                        | 맥 맥클렁                                                                                    | 필라델피아 세븐티식서스                                                                      |
| 2024 | 루카스오일 스타디움                                                                          | 인디애나 페이서스                                                                            | 인디애나주 인디애나폴리스                                                                    | 맥 맥클렁                                                                                    | 오세올라 매직                                                                                |
| 2025 | 체이스 센터                                                                                  | 골든스테이트 워리어스                                                                        | 캘리포니아주 샌프란시스코                                                                    | 맥 맥클렁                                                                                    | 올랜도 매직                                                                                  |
| 2026 | 인튜이트 돔                                                                                  | 로스앤젤레스 클리퍼스                                                                        | 캘리포니아주 잉글우드                                                                        |                                                                                              |                                                                                              |
| 2027 | PHX 아레나                                                                                   | 피닉스 선스                                                                                  | 애리조나주 피닉스                                                                            |                                                                                              |                                                                                              |

### 스프라이트 덩커 오브 더 나이트
| 연도 | 경기장        | 개최지                  | 선수  | 소속팀        |
| ---- | ------------- | ----------------------- | ----- | ------------- |
| 2014 | 스무디킹 센터 | 루이지애나주 뉴올리언스 | 존 월 | 워싱턴 위저즈 |

### 역대 슬램 덩크 콘테스트 참가선수
| 연도 | 참가선수 |
| ---- | --- |
| 1984 | 래리 낸스, 줄리어스 어빙, 도미니크 윌킨스, 대럴 그리피스 에드거 존스, 랄프 샘슨, 올랜도 울리지, 클라이드 드렉슬러, 마이클 쿠퍼 |
| 1985 | 도미니크 윌킨스, 마이클 조던, 테런스 스탠스베리, 줄리어스 어빙 래리 낸스, 대럴 그리피스, 올랜도 울리지, 클라이드 드렉슬러      |
| 1986 | 스퍼드 웹, 도미니크 윌킨스, 테런스 스탠스베리, 제럴드 윌킨스 제롬 커지, 폴 프레시, 로이 힌슨, 테리 타일러                      |
| 1987 | 마이클 조던, 제롬 커지, 테런스 스탠스베리, 클라이드 드렉슬러 론 하퍼, 조니 도킨슨, 톰 챔버스, 제럴드 윌킨스                    |
| 1988 | 마이클 조던, 도미니크 윌킨스, 클라이드 드렉슬러, 오티스 스미스 제롬 커지, 그렉 앤더슨, 스퍼드 웹, 론 하퍼†                     |
| 1989 | 케니 워커, 클라이드 드렉슬러, 스퍼드 웹, 쉘튼 존스 팀 페리, 제롬 커지, 론 하퍼, 크리스 모리스                                  |
| 1990 | 도미니크 윌킨스, 케니 스미스, 케니 워커, 숀 캠프 스코티 피펜, 렉스 채프먼, 빌리 톰슨, 케니 배틀                                |
| 1991 | 디 브라운, 숀 캠프, 렉스 채프먼, 케니 스미스 케니 월리엄스, 블루 에드워즈, 오티스 스미스, 켄달 길                              |
| 1992 | 세드릭 세발로스, 래리 존슨, 닉 앤더슨 존 스탁스, 더그 웨스트, 숀 캠프, 스테이시 오그먼                                         |
| 1993 | 해롤드 마이너, 클래런스 웨더스푼, 세드릭 세발로스, 데이비드 베누아 케니 스미스, 마무드 압둘-라우프, 팀 페리, 숀 캠프†          |
| 1994 | 아이재이아 라이더, 로버트 팩, 숀 캠프 앨런 휴스턴, 안토니오 데이비스, 제임스 로빈슨                                            |
| 1995 | 해롤드 마이너, 아이재이아 라이더, 제이미 왓슨 안토니오 하비, 팀 페리, 토니 듀마스                                              |
| 1996 | 브렌트 배리, 마이클 핀리, 그렉 마이너 제리 스택하우스, 더그 크리스티, 대럴 암스트롱                                            |
| 1997 | 코비 브라이언트, 크리스 카, 마이클 핀리 레이 알렌, 밥 수라, 다빈 햄                                                            |
| 1998 | 빈칸 |
| 1999 | 빈칸 |
| 2000 | 빈스 카터, 스티브 프랜시스, 트레이시 맥그레이디 리키 데이비스, 제리 스택하우스, 래리 휴즈                                      |
| 2001 | 데스몬드 메이슨, 드숀 스티븐슨, 베론 데이비스 스트로마일 스위프트, 조나단 벤더, 코리 매게티                                    |
| 2002 | 제이슨 리차드슨, 데스몬드 메이슨 스티브 프랜시스, 제럴드 월리스                                                                |
| 2003 | 제이슨 리차드슨, 데스몬드 메이슨 아마레 스터드마이어, 리차드 제퍼슨                                                            |
| 2004 | 프레드 존스, 제이슨 리차드슨 크리스 앤더슨, 리키 데이비스                                                                      |
| 2005 | 조시 스미스, 아마레 스터드마이어 J.R. 스미스, 크리스 앤더슨                                                                    |
| 2006 | 네이트 로빈슨, 안드레 이궈달라 하킴 워릭, 조시 스미스                                                                          |
| 2007 | 제랄드 그린, 네이트 로빈슨 드와이트 하워드, 타이러스 토마스                                                                    |
| 2008 | 드와이트 하워드, 제랄드 그린 자마리오 문, 루디 게이                                                                            |
| 2009 | 네이트 로빈슨, 드와이트 하워드 J.R. 스미스, 루디 페르난데즈                                                                    |
| 2010 | 네이트 로빈슨, 더마 드로잔 제럴드 월리스, 섀넌 브라운                                                                          |
| 2011 | 블레이크 그리핀, 저베일 맥기 더마 드로잔, 세르지 이바카                                                                        |
| 2012 | 제레미 에반스, 체이스 버딩거 폴 조지, 데릭 윌리엄스                                                                            |
| 2013 | 테런스 로스, 제레미 에반스, 제랄드 그린 에릭 블레드소, 제임스 화이트, 케네스 파리드                                            |
| 2014 | 폴 조지, 테런스 로스, 존 월 《이상 동부 콘퍼런스》 해리슨 반스, 데미안 릴라드, 벤 맥클레모어 《이상 서부 콘퍼런스》            |
| 2015 | 잭 라빈, 지아니스 아데토쿤보 빅터 올라디포, 메이슨 플럼리                                                                      |
| 2016 | 잭 라빈, 애런 고든 윌 바튼, 안드레 드루먼드                                                                                    |
| 2017 | 글렌 로빈슨 3세, 디안드레 조던 애런 고든, 데릭 존스 주니어                                                                     |
| 2018 | 래리 낸스 주니어, 애런 고든† 빅터 올라디포, 데니스 스미스 주니어, 도노반 미첼                                                  |
| 2019 | 데니스 스미스 주니어, 존 콜린스, 마일스 브리지스, 하미도우 디알로                                                              |
| 2020 | 팻 코너턴, 애런 고든, 드와이트 하워드, 데릭 존스 주니어                                                                        |
| 2021 | 앤퍼니 시몬스, 카시우스 스탠리, 오비 토핀                                                                                      |
| 2022 | 콜 앤서니, 제일런 그린, 후안 토스카나-앤더슨, 오비 토핀                                                                        |
| 2023 | 트레이 머피 3세, 케년 마틴 주니어, 제리코 심스, 맥 맥클렁                                                                      |
| 2024 | 제이미 자케즈 주니어, 맥 맥클렁, 제일런 브라운, 제이콥 토핀                                                                    |
| 2025 | 마타스 부젤리스, 스테폰 캐슬, 안드레 잭슨 주니어, 맥 맥클렁                                                                    |
| 2026 | |
| 2027 | |

《참고 사항》
- 최연소 슬램덩크 콘테스트 챔피언은 코비 브라이언트 18세 169일이다.
- 최고령 슬램덩크 콘테스트 챔피언은 도미니크 윌킨스 30세 29일이다.
- 2008년부터 투표제로 변경됨.(2012년에는 트위터(현 X)까지 확대함.)
- 최다 우승한 선수는 네이트 로빈슨 (2006년, 2009년, 2010년) 과 맥클렁 (2023년, 2024년, 2025년)으로 3회 우승했다.
- 최다 참가한 선수는 클라이드 드렉슬러 (1984년, 1985년, 1987년, 1988년, 1989년)와 도미니크 윌킨스 (1984년, 1985년, 1986년, 1988년, 1990년)으로 5회 참가했다.
- 같은 해 슬램덩크 콘테스트 우승과 올스타전 MVP를 수상한 유일한 선수는 1998년 마이클 조던이다.
- 최다 우승자 배출한 팀은 애틀랜타 호크스 (1985년, 1986년, 1990년, 2005년)와 뉴욕 닉스 (1989년, 2006년, 2010년, 2011년)로 4명의 우승자를 배출했다.
- 3년 연속 우승한 선수는 맥 맥클렁 (2023년, 2024년, 2025년)뿐이다.
- 2년 연속 우승한 선수는 마이클 조던 (1987년, 1988년), 제이슨 리차드슨 (2002년, 2003년), 네이트 로빈슨 (2009년, 2010년), 잭 라빈 (2015년, 2016년)으로 4명뿐이다.
- †표시는 부상으로 불참하였다.
- 1985년 올스타전은 올스타 게임은 후지어 돔에서, 슬램 덩크 콘테스트, 쓰리-포인트 슛아웃는 마켓 스퀘어 아레나에서 개최되었다.
- 1987년 올스타전은 올스타 게임은 킹돔에서, 슬램 덩크 콘테스트, 쓰리-포인트 슛아웃는 시애틀 센터 콜리시엄에서 개최되었다.
- 1989년 올스타전은 올스타 게임은 애스트로돔에서, 슬램 덩크 콘테스트, 쓰리-포인트 슛아웃는 더 슈미트에서 개최되었다.
- 2010년 올스타전은 올스타 게임은 카우보이 스타디움에서, 라이징 스타즈 챌린지, 슬램 덩크 콘테스트, 쓰리-포인트 슛아웃, 스킬즈 챌린지, 슛팅 스타즈 컴피티션은 아메리칸 에어라인스 센터에서 개최되었다.
- 2014년에는 이전 개인전이 아닌 팀 간 대결로 바뀌었으면, 컨퍼런스별로 총 3명으로 두 팀은 각각 프리스타일 라운드와 배틀 라운드로 나눠서 치른다. 프리스타일 라운드는 90초간 3명이 자유롭게 덩크슛을 하는 라운드이다. 동부 팀이 먼저 하면 그 다음 서부팀이 하게 되면, 덩크슛의 개수는 상관이 없다. 단, 한 선수는 반드시 1개 이상의 덩크슛을 해야 하며 승자는 심판진에 의해 결정된다. 그리고 프리스타일 라운드를 이긴 팀은 배틀 라운드의 순서를 먼저 결정할 수 있으면, 이후 개개인간 대결을 펼치고 이긴 선수는 그대로 남고 진 선수는 탈락한다. 이렇게 해서 세 번을 먼저 이긴 팀이 승자가 되는 방식으로 변경되었다
- 2015년 올스타 게임은 올스타전 역사상 처음으로 뉴욕과 브루클린이 공동개최한다. 올스타 게임은 매디슨 스퀘어 가든에서, 라이징 스타즈 챌린지, 슬램 덩크 콘테스트, 쓰리-포인트 슛아웃, 스킬즈 챌린지, 슛팅 스타즈 컴피티션은 바클레이스 센터에서 개최되었다.
- 1984년 참가한 래리 낸스와 2018년 참가한 래리 낸스 주니어는 부자사이이다. 슬램덩크 콘테스트 최초로 부자가 참가한 기록을 남겼다.
- 2024년 참가한 맥 맥클렁은 슬램덩크 콘테스트 최초로 NBA G 리그소속 (오세올라 매직) 선수가 우승한 기록을 남겼다.
- 2024년 올스타전은 올스타 게임, 라이징 스타즈 챌린지는 게인브리지 필드하우스에서, 슬램 덩크 콘테스트, 쓰리-포인트 슛아웃, 스킬즈 챌린지는 루카스오일 스타디움에서 개최되었다.

## 쓰리-포인트 슛아웃
| 연도 | 경기장                                                                                 | 개최팀                                                                                 | 개최지                                                                                 | 우승자                                                                                 | 소속팀                                                                                 | 결과                                                                                   |
| ---- | -------------------------------------------------------------------------------------- | -------------------------------------------------------------------------------------- | -------------------------------------------------------------------------------------- | -------------------------------------------------------------------------------------- | -------------------------------------------------------------------------------------- | -------------------------------------------------------------------------------------- |
| 1986 | 리유니언 아레나                                                                        | 댈러스 매버릭스                                                                        | 텍사스주 댈러스                                                                        | 래리 버드                                                                              | 보스턴 셀틱스                                                                          | 30개중 22개                                                                            |
| 1987 | 시애틀 센터 콜리시엄                                                                   | 시애틀 슈퍼소닉스                                                                      | 워싱턴주 시애틀                                                                        | 래리 버드                                                                              | 보스턴 셀틱스                                                                          | 30개중 16개                                                                            |
| 1988 | 시카고 스타디움                                                                        | 시카고 불스                                                                            | 일리노이주 시카고                                                                      | 래리 버드                                                                              | 보스턴 셀틱스                                                                          | 30개중 17개                                                                            |
| 1989 | 더 슈미트                                                                              | 휴스턴 로키츠                                                                          | 텍사스주 휴스턴                                                                        | 데일 엘리스                                                                            | 시애틀 슈퍼소닉스                                                                      | 30개중 19개                                                                            |
| 1990 | 마이애미 아레나                                                                        | 마이애미 히트                                                                          | 플로리다주 마이애미                                                                    | 크레이그 호지스                                                                        | 시카고 불스                                                                            | 30개중 19개                                                                            |
| 1991 | 샬럿 콜리시엄                                                                          | 샬럿 호니츠                                                                            | 노스캐롤라이나주 샬럿                                                                  | 크레이그 호지스                                                                        | 시카고 불스                                                                            | 30개중 17개                                                                            |
| 1992 | 올랜도 아레나                                                                          | 올랜도 매직                                                                            | 플로리다주 올랜도                                                                      | 크레이그 호지스                                                                        | 시카고 불스                                                                            | 30개중 16개                                                                            |
| 1993 | 델타 센터                                                                              | 유타 재즈                                                                              | 유타주 솔트레이크시티                                                                  | 마크 프라이스                                                                          | 클리블랜드 캐벌리어스                                                                  | 30개중 18개                                                                            |
| 1994 | 타깃 센터                                                                              | 미네소타 팀버울브스                                                                    | 미네소타주 미니애폴리스                                                                | 마크 프라이스                                                                          | 클리블랜드 캐벌리어스                                                                  | 30개중 24개                                                                            |
| 1995 | 아메리카 웨스트 아레나                                                                 | 피닉스 선스                                                                            | 애리조나주 피닉스                                                                      | 글렌 라이스                                                                            | 마이애미 히트                                                                          | 30개중 17개                                                                            |
| 1996 | 알라모돔                                                                               | 샌안토니오 스퍼스                                                                      | 텍사스주 샌안토니오                                                                    | 팀 레글러                                                                              | 워싱턴 불리츠                                                                          | 30개중 20개                                                                            |
| 1997 | 건드 아레나                                                                            | 클리블랜드 캐벌리어스                                                                  | 오하이오주 클리블랜드                                                                  | 스티브 커                                                                              | 시카고 불스                                                                            | 30개중 22개                                                                            |
| 1998 | 매디슨 스퀘어 가든                                                                     | 뉴욕 닉스                                                                              | 뉴욕주 뉴욕                                                                            | 제프 호나섹                                                                            | 유타 재즈                                                                              | 30개중 16개                                                                            |
| 1999 | 파업으로 인해 개최되지 않다. (개최지 : 퍼스트 유니언 센터 (펜실베이니아주 필라델피아)) | 파업으로 인해 개최되지 않다. (개최지 : 퍼스트 유니언 센터 (펜실베이니아주 필라델피아)) | 파업으로 인해 개최되지 않다. (개최지 : 퍼스트 유니언 센터 (펜실베이니아주 필라델피아)) | 파업으로 인해 개최되지 않다. (개최지 : 퍼스트 유니언 센터 (펜실베이니아주 필라델피아)) | 파업으로 인해 개최되지 않다. (개최지 : 퍼스트 유니언 센터 (펜실베이니아주 필라델피아)) | 파업으로 인해 개최되지 않다. (개최지 : 퍼스트 유니언 센터 (펜실베이니아주 필라델피아)) |
| 2000 | 더 아레나 인 오클랜드                                                                  | 골든스테이트 워리어스                                                                  | 캘리포니아주 오클랜드                                                                  | 제프 호나섹                                                                            | 유타 재즈                                                                              | 30개중 13개                                                                            |
| 2001 | MCI 센터                                                                               | 워싱턴 위저즈                                                                          | 워싱턴 D.C.                                                                            | 레이 알렌                                                                              | 밀워키 벅스                                                                            | 30개중 19개                                                                            |
| 2002 | 퍼스트 유니언 센터                                                                     | 필라델피아 세븐티식서스                                                                | 펜실베이니아주 필라델피아                                                              | 페야 스토야코비치                                                                      | 새크라멘토 킹스                                                                        | 30개중 19개                                                                            |
| 2003 | 필립스 아레나                                                                          | 애틀랜타 호크스                                                                        | 조지아주 애틀랜타                                                                      | 페야 스토야코비치                                                                      | 새크라멘토 킹스                                                                        | 30개중 22개                                                                            |
| 2004 | 스테이플스 센터                                                                        | 로스앤젤레스 레이커스                                                                  | 캘리포니아주 로스앤젤레스                                                              | 보션 레너드                                                                            | 덴버 너기츠                                                                            | 30개중 18개                                                                            |
| 2005 | 펩시 센터                                                                              | 덴버 너기츠                                                                            | 콜로라도주 덴버                                                                        | 퀸튼 리차드슨                                                                          | 피닉스 선스                                                                            | 30개중 19개                                                                            |
| 2006 | 도요타 센터                                                                            | 휴스턴 로키츠                                                                          | 텍사스주 휴스턴                                                                        | 더크 노비츠키                                                                          | 댈러스 매버릭스                                                                        | 30개중 18개                                                                            |
| 2007 | 토머스 & 맥 센터                                                                       | 빈칸                                                                                   | 네바다주 패러다이스                                                                    | 제이슨 카포노                                                                          | 마이애미 히트                                                                          | 30개중 24개                                                                            |
| 2008 | 뉴올리언스 아레나                                                                      | 뉴올리언스 호니츠                                                                      | 루이지애나주 뉴올리언스                                                                | 제이슨 카포노                                                                          | 토론토 랩터스                                                                          | 30개중 25개                                                                            |
| 2009 | US 에어웨이스 센터                                                                     | 피닉스 선스                                                                            | 애리조나주 피닉스                                                                      | 대쿠안 쿡                                                                              | 마이애미 히트                                                                          | 30개중 19개                                                                            |
| 2010 | 아메리칸 에어라인스 센터                                                               | 댈러스 매버릭스                                                                        | 텍사스주 댈러스                                                                        | 폴 피어스                                                                              | 보스턴 셀틱스                                                                          | 30개중 20개                                                                            |
| 2011 | 스테이플스 센터                                                                        | 로스앤젤레스 레이커스 로스앤젤레스 클리퍼스                                            | 캘리포니아주 로스앤젤레스                                                              | 제임스 존스                                                                            | 마이애미 히트                                                                          | 30개중 20개                                                                            |
| 2012 | 암웨이 센터                                                                            | 올랜도 매직                                                                            | 플로리다주 올랜도                                                                      | 케빈 러브                                                                              | 미네소타 팀버울브스                                                                    | 30개중 17개                                                                            |
| 2013 | 도요타 센터                                                                            | 휴스턴 로키츠                                                                          | 텍사스주 휴스턴                                                                        | 카일리 어빙                                                                            | 클리블랜드 캐벌리어스                                                                  | 30개중 23개                                                                            |
| 2014 | 스무디킹 센터                                                                          | 뉴올리언스 펠리컨스                                                                    | 루이지애나주 뉴올리언스                                                                | 마르코 벨리넬리                                                                        | 샌안토니오 스퍼스                                                                      | 34개중 24개                                                                            |
| 2015 | 바클레이스 센터                                                                        | 브루클린 네츠                                                                          | 뉴욕주 브루클린                                                                        | 스테픈 커리                                                                            | 골든 스테이트 워리어스                                                                 | 34개중 27개                                                                            |
| 2016 | 에어 캐나다 센터                                                                       | 토론토 랩터스                                                                          | 온타리오주 토론토                                                                      | 클레이 탐슨                                                                            | 골든 스테이트 워리어스                                                                 | 34개중 27개                                                                            |
| 2017 | 스무디킹 센터                                                                          | 뉴올리언스 펠리컨스                                                                    | 루이지애나주 뉴올리언스                                                                | 에릭 고든                                                                              | 휴스턴 로키츠                                                                          | 34개중 21개                                                                            |
| 2018 | 스테이플스 센터                                                                        | 로스앤젤레스 레이커스 로스앤젤레스 클리퍼스                                            | 캘리포니아주 로스앤젤레스                                                              | 데빈 부커                                                                              | 피닉스 선스                                                                            | 34개중 28개                                                                            |
| 2019 | 스펙트럼 센터                                                                          | 샬럿 호니츠                                                                            | 노스캐롤라이나주 샬럿                                                                  | 조 해리스                                                                              | 브루클린 네츠                                                                          | 34개중 26개                                                                            |
| 2020 | 유나이티드 센터                                                                        | 시카고 불스                                                                            | 일리노이주 시카고                                                                      | 버디 힐드                                                                              | 새크라멘토 킹스                                                                        | 40개중 27개                                                                            |
| 2021 | 스테이트팜 아레나                                                                      | 애틀랜타 호크스                                                                        | 조지아주 애틀랜타                                                                      | 스테픈 커리                                                                            | 골든스테이트 워리어스                                                                  | 40개중 28개                                                                            |
| 2022 | 로키 모기지 필드하우스                                                                 | 클리블랜드 캐벌리어스                                                                  | 오하이오주 클리블랜드                                                                  | 칼 앤서니 타운스                                                                       | 미네소타 팀버울브스                                                                    | 40개중 29개                                                                            |
| 2023 | 비빈트 아레나                                                                          | 유타 재즈                                                                              | 유타주 솔트레이크시티                                                                  | 데이미언 릴러드                                                                        | 포틀랜드 트레일블레이저스                                                              | 40개중 26개                                                                            |
| 2024 | 루카스오일 스타디움                                                                    | 인디애나 페이서스                                                                      | 인디애나주 인디애나폴리스                                                              | 데이미언 릴러드                                                                        | 밀워키 벅스                                                                            | 40개중 26개                                                                            |
| 2025 | 체이스 센터                                                                            | 골든스테이트 워리어스                                                                  | 캘리포니아주 샌프란시스코                                                              | 타일러 히로                                                                            | 마이애미 히트                                                                          | 40개중 24개                                                                            |
| 2026 | 인튜이트 돔                                                                            | 로스앤젤레스 클리퍼스                                                                  | 캘리포니아주 잉글우드                                                                  |                                                                                        |                                                                                        |                                                                                        |
| 2027 | PHX 아레나                                                                             | 피닉스 선스                                                                            | 애리조나주 피닉스                                                                      |                                                                                        |                                                                                        |                                                                                        |

### 하트 vs 그린
이 대결은 2016년 영화배우인 케빈 하트와 골든스테이트 워리어스의 드레이먼드 그린이 3점슛 대결을 했다.
| 연도   | 경기장           | 개최지            | 선수            | 소속팀                | 결과 |
| ------ | ---------------- | ----------------- | --------------- | --------------------- | ---- |
| 2016년 | 에어 캐나다 센터 | 온타리오주 토론토 | 드레이먼드 그린 | 골든스테이트 워리어스 | 12개 |
| 2016년 | 에어 캐나다 센터 | 온타리오주 토론토 | 케빈 하트       | 빈칸                  | 11개 |

### 스테픈 vs 사브리나
이 대결은 스테픈 커리, 서브리나 요네스큐 모두 NBA 3점 라인에서 슛을 날렸지만 스테픈 커리는 NBA 크기의 농구공을, 사브리나 오네스쿠는 WNBA 크기의 농구공을 사용했다.
| 연도   | 경기장              | 개최지                    | 선수              | 소속팀                | 결과 |
| ------ | ------------------- | ------------------------- | ----------------- | --------------------- | ---- |
| 2024년 | 루카스오일 스타디움 | 인디애나주 인디애나폴리스 | 스테픈 커리       | 골든스테이트 워리어스 | 29개 |
| 2024년 | 루카스오일 스타디움 | 인디애나주 인디애나폴리스 | 사브리나 오네스쿠 | 뉴욕 리버티           | 26개 |

### 역대 쓰리-포인트 슛아웃 참가선수
| 연도 | 참가선수 |
| ---- | --- |
| 1986 | 래리 버드, 데일 엘리스, 슬리피 플로이드, 크레이그 호지스 노먼 닉슨, 카일 메이시, 트렌트 터커, 레온 우드                                                 |
| 1987 | 래리 버드, 대니 에인지, 마이클 쿠퍼, 데일 엘리스 크레이그 호지스, 데틀렘프 슈렘프, 바이런 스캇, 키키 벤더웨이                                           |
| 1988 | 래리 버드, 대니 에인지, 데일 엘리스, 크레이그 호지스 마크 프라이스, 데틀렘프 슈렘프, 바이런 스캇, 트렌트 터커                                           |
| 1989 | 데일 엘리스, 마이크 애덤스, 대니 에인지, 데릭 하퍼 제랄드 헨더슨, 크레이그 호지스, 리마스 쿠르티나이티스, 레지 밀러, 존 선드볼트                        |
| 1990 | 크레이그 호지스, 래리 버드, 그렉 엘로, 바비 한센 마이클 조던, 레지 밀러, 마크 프라이스, 존 선드볼트                                                     |
| 1991 | 크레이그 호지스, 대니 에인지, 클라이드 드렉슬러, 팀 하더웨이 허시 호킨스, 테리 포터, 글렌 라이스, 데니스 스캇                                           |
| 1992 | 크레이그 호지스, 델 커리, 그렉 일로그, 제프 호나섹 짐 레즈, 드라젠 페트로비치, 미치 리치몬드, 존 스탁턴                                                 |
| 1993 | 마크 프라이스, B.J. 암스트롱, 대나 바로스, 크레이그 호지스 댄 멀리, 레지 밀러, 테리 포터, 케니 스미스                                                   |
| 1994 | 마크 프라이스, B.J. 암스트롱, 대나 바로스, 델 커리 데일 엘리스, 스티브 커, 에릭 머독, 미치 리치몬드                                                     |
| 1995 | 글렌 라이스, 닉 앤더슨, 대나 바로스, 스캇 버렐 스티브 커, 댄 멀리, 레지 밀러, 척 퍼슨                                                                   |
| 1996 | 팀 레글러, 대나 바로스, 허버트 데이비스, 스티브 커 조지 맥클라우드, 글렌 라이스, 데니스 스캇, 클리포드 로빈슨                                           |
| 1997 | 스티브 커, 데일 엘리스, 팀 레글러, 테리 밀리스 샘 퍼킨스, 글렌 라이스, 존 스탁턴, 월트 월리암스                                                         |
| 1998 | 제프 호나섹, 허버트 데이비스, 데일 엘리스, 샘 맥 레지 밀러, 트레이시 머레이, 글렌 라이스, 찰리 워드                                                     |
| 1999 | 빈칸 |
| 2000 | 제프 호나섹, 레이 알렌, 마이크 비비, 허버트 데이비스 앨런 아이버슨, 더크 노비츠키, 테리 포터, 밥 수라                                                   |
| 2001 | 레이 알렌, 팻 개리티, 알렌 휴스턴, 라샤드 루이스 더크 노비츠키, 스티브 내쉬, 바이런 러셀, 페야 스토야코비치                                             |
| 2002 | 페야 스토야코비치, 레이 알렌, 웨슬리 퍼슨, 마이크 밀러 스티브 내쉬, 폴 피어스, 퀸튼 리차드슨, 스티브 스미스                                             |
| 2003 | 페야 스토야코비치, 브렌트 배리, 팻 개리티 웨슬리 퍼슨, 앤트완 워커, 데이비드 웨슬리                                                                     |
| 2004 | 보션 레너드, 천시 빌럽스, 카일 코버 라샤드 루이스, 커티노 모블리, 페야 스토야코비치                                                                     |
| 2005 | 퀸튼 리차드슨, 레이 알렌, 조 존슨 보션 레너드, 카일 코버, 블라디미르 라드마노비치, 퀸튼 리차드슨                                                        |
| 2006 | 더크 노비츠키, 길버트 아레나스, 레이 알렌 천시 빌럽스, 퀸튼 리차드슨, 제이슨 테리                                                                       |
| 2007 | 제이슨 카포노, 길버트 아레나스, 데이먼 존스 마이크 밀러, 더크 노비츠키, 제이슨 테리                                                                     |
| 2008 | 제이슨 카포노, 다니엘 깁슨, 리차드 해밀턴 스티브 내쉬, 더크 노비츠키, 페야 스토야코비치                                                                 |
| 2009 | 대쿠안 쿡, 마이크 비비, 대니 그레인저 제이슨 카포노, 라샤드 루이스, 로저 메이슨                                                                         |
| 2010 | 폴 피어스, 천시 빌럽스, 대쿠안 쿡 스테판 커리, 채닝 프라이, 다닐로 갈리나리                                                                             |
| 2011 | 제임스 존스, 레이 알렌, 케빈 듀란트 다니엘 깁슨, 제임스 존스, 폴 피어스, 도렐 라이트                                                                    |
| 2012 | 케빈 러브, 라이언 앤더슨, 마리오 찰머스 제임스 존스, 앤소니 모로우, 케빈 듀란트                                                                         |
| 2013 | 카일리 어빙, 라이언 앤더슨, 매트 보너 스테판 커리, 폴 조지, 스티브 노박                                                                                 |
| 2014 | 아론 아플라로, 브래들리 빌, 카일리 어빙, 조 존슨 《이상 동부 콘퍼런스》 마르코 벨리넬리, 스테판 커리, 데이미언 릴러드, 케빈 러브 《이상 서부 콘퍼런스》 |
| 2015 | 스테픈 커리, 마르코 벨리넬리, 제임스 하든, 카일리 어빙 카일 코버, 웨슬리 매튜스, J. J. 레딕, 클레이 톰슨                                                |
| 2016 | 클레이 탐슨, 제임스 하든, J.J.레딕, 크리스 미들턴 데빈 부커, CJ 맥컬럼, 카일 라우리, 스테픈 커리                                                        |
| 2017 | 클레이 탐슨, CJ 맥컬럼, 카일 라우리, 에릭 고든 카이리 어빙, 켐바 워커, 닉 영, 웨슬리 매튜스                                                             |
| 2018 | 브래들리 빌, 데빈 부커, 폴 조지, 웨인 엘링턴 카일 라우리, 토바이어스 해리스, 클레이 탐슨, 에릭 고든                                                     |
| 2019 | 크리스 미들턴, 스테판 커리, 켐바 워커, 데미안 릴라드, 더그 노비츠키 대니 그린, 세스 커리, 데빈 부커, 조 해리스, 버디 힐드                               |
| 2020 | 데이비스 베르탄스, 데본트 그레이엄, 조 해리스, 버디 힐드 잭 라빈, 데이미언 릴러드†, 던컨 로빈슨, 트레이 영, 데빈 부커‡                                  |
| 2021 | 데빈 부커†, 마이크 콘리 주니어‡, 제일런 브라운, 스테픈 커리 잭 라빈, 도노반 미첼, 제이슨 테이텀                                                         |
| 2022 | 데스몬드 베인, 루크 케너드, 잭 라빈, CJ 맥컬럼 패티 밀스, 칼 앤서니 타운스, 프레드 밴 블릿, 트레이 영                                                   |
| 2023 | 타이리스 할리버턴, 버디 힐드, 데이미언 릴러드, 앤퍼니 시몬스† 라우리 마카넨, 제이슨 테이텀, 케빈 허더, 타일러 히로, 줄리어스 랜들‡                      |
| 2024 | 데이미언 릴러드, 도노반 미첼, 라우리 마카넨, 말릭 비즐리 타이리스 할리버튼, 제일런 브런슨, 칼 앤서니 타운스, 트레이 영                                  |
| 2025 | 제일런 브런슨, 케이드 커닝햄, 다리우스 갈랜드, 타일러 히로 버디 힐드, 카메론 존슨, 데미안 릴라드, 노먼 파웰                                             |
| 2026 | |
| 2027 | |

《참고 사항》
- 최연소 3점슛 콘테스트 챔피언은 카이리 어빙 20세 330일이다.
- 최고령 3점슛 콘테스트 챔피언은 제프 호나섹 36세 286일이다.
- 최다 우승한 선수는 래리 버드 (1986년, 1987년, 1988년)와 크레이그 호지스 (1990년, 1991년, 1992년)로 3회 우승했다.
- 최다 참가한 선수는 크레이그 호지스 (1986년, 1987년, 1988년, 1989년, 1990년, 1991년, 1992년, 1993년)로 8번 참가했다.
- 1989년 참가자인 리마스 쿠르티나이티스는 비(非) NBA 선수 출신 참가(처음이자 마지막 참가임)이다.
- 같은 해 쓰리-포인트 슛아웃 우승과 올스타전 MVP를 수상한 유일한 선수는 2024년 데이미언 릴러드이다.
- 최다 우승자 배출한 팀은 보스턴 셀틱스 (1986년, 1987년, 1988년, 2010년)와 시카고 불스 (1990년, 1991년, 1992년, 1997년) 그리고 마이애미 히트 (1995년, 2007년, 2009년, 2011년)로 4명의 우승자를 배출했다.
- 최고 득점한 선수는 2015년 스테판 커리와 2016년 클레이 탐슨(27점)이다.
- 1985년 올스타전은 올스타 게임은 후지어 돔에서, 슬램 덩크 콘테스트, 쓰리-포인트 슛아웃는 마켓 스퀘어 아레나에서 개최되었다.
- 1987년 올스타전은 올스타 게임은 킹돔에서, 슬램 덩크 콘테스트, 쓰리-포인트 슛아웃는 시애틀 센터 콜리시엄에서 개최되었다.
- 1989년 올스타전은 올스타 게임은 애스트로돔에서, 슬램 덩크 콘테스트, 쓰리-포인트 슛아웃는 더 슈미트에서 개최되었다.
- 2010년 올스타전은 올스타 게임은 카우보이 스타디움에서, 라이징 스타즈 챌린지, 슬램 덩크 콘테스트, 쓰리-포인트 슛아웃, 스킬즈 챌린지, 슛팅 스타즈 컴피티션은 아메리칸 에어라인스 센터에서 개최되었다.
- 2014년 올스타전부터 공숫자가 34개로 늘어났다.
- 2015년 올스타전은 올스타 게임 역사상 처음으로 뉴욕과 브루클린이 공동개최한다. 올스타 게임은 매디슨 스퀘어 가든에서, 라이징 스타즈 챌린지, 슬램 덩크 콘테스트, 쓰리-포인트 슛아웃, 스킬즈 챌린지, 슛팅 스타즈 컴피티션은 바클레이스 센터에서 개최되었다.
- 2024년 올스타전은 올스타 게임, 라이징 스타즈 챌린지는 게인브리지 필드하우스에서, 슬램 덩크 콘테스트, 쓰리-포인트 슛아웃, 스킬즈 챌린지는 루카스오일 스타디움에서 개최되었다.

### 스폰서
| 연도 | 스폰서                      |
| ---- | --------------------------- |
| 1986 | 아메리칸 에어라인스         |
| 1987 | 아메리칸 에어라인스, 쉐라톤 |
| 1988 | 아메리칸 에어라인스, 쉐라톤 |
| 1989 | 아메리칸 에어라인스, 쉐라톤 |
| 1990 | 아메리칸 에어라인스, 쉐라톤 |
| 1991 | 아메리칸 에어라인스, 쉐라톤 |
| 1992 | 아메리칸 에어라인스, 쉐라톤 |
| 1993 | 아메리칸 에어라인스, 쉐라톤 |
| 1994 | AT&T                        |
| 1995 | AT&T                        |
| 1996 | AT&T                        |
| 1997 | AT&T                        |
| 1998 | AT&T                        |
| 1999 | AT&T                        |
| 2000 | AT&T                        |
| 2001 | 1-800-CALL-ATT              |
| 2002 | 1-800-CALL-ATT              |
| 2003 | 1-800-CALL-ATT              |
| 2004 | 풋 로커                     |
| 2005 | 풋 로커                     |
| 2006 | 풋 로커                     |
| 2007 | 풋 로커                     |
| 2008 | 풋 로커                     |
| 2009 | 풋 로커                     |
| 2010 | 풋 로커                     |
| 2011 | 풋 로커                     |
| 2012 | 풋 로커                     |
| 2013 | 풋 로커                     |
| 2014 | 풋 로커                     |
| 2015 | 풋 로커                     |
| 2016 | 풋 로커                     |
| 2017 | JBL                         |
| 2018 | JBL                         |
| 2019 | 마운틴 듀                   |
| 2020 | 마운틴 듀                   |
| 2021 | 마운틴 듀                   |
| 2022 | 마운틴 듀                   |
| 2023 | 스테리                      |
| 2024 | 스테리                      |
| 2025 | 스테리                      |

## 스킬즈 챌린지
| 연도 | 경기장                   | 개최팀                                      | 개최지                    | 우승자                                                        | 소속팀                               | 시간   |
| ---- | ------------------------ | ------------------------------------------- | ------------------------- | ------------------------------------------------------------- | ------------------------------------ | ------ |
| 2003 | 필립스 아레나            | 애틀랜타 호크스                             | 조지아주 애틀랜타         | 제이슨 키드                                                   | 뉴저지 네츠                          | 35.1초 |
| 2004 | 스테이플스 센터          | 로스앤젤레스 레이커스                       | 캘리포니아주 로스앤젤레스 | 배런 데이비스                                                 | 뉴올리언스 호니츠                    | 31.6초 |
| 2005 | 펩시 센터                | 덴버 너기츠                                 | 콜로라도주 덴버           | 스티브 내시                                                   | 피닉스 선스                          | 25.8초 |
| 2006 | 도요타 센터              | 휴스턴 로키츠                               | 텍사스주 휴스턴           | 드웨인 웨이드                                                 | 마이애미 히트                        | 26.1초 |
| 2007 | 토머스 & 맥 센터         | 빈칸                                        | 네바다주 패러다이스       | 드웨인 웨이드                                                 | 마이애미 히트                        | 26.4초 |
| 2008 | 뉴올리언스 아레나        | 뉴올리언스 호니츠                           | 루이지애나주 뉴올리언스   | 데론 윌리엄스                                                 | 유타 재즈                            | 25.5초 |
| 2009 | US 에어웨이스 센터       | 피닉스 선스                                 | 애리조나주 피닉스         | 데릭 로즈                                                     | 시카고 불스                          | 35.3초 |
| 2010 | 아메리칸 에어라인스 센터 | 댈러스 매버릭스                             | 텍사스주 댈러스           | 스티브 내시                                                   | 피닉스 선스                          | 29.9초 |
| 2011 | 스테이플스 센터          | 로스앤젤레스 레이커스 로스앤젤레스 클리퍼스 | 캘리포니아주 로스앤젤레스 | 스테픈 커리                                                   | 골든스테이트 워리어스                | 28.2초 |
| 2012 | 암웨이 센터              | 올랜도 매직                                 | 플로리다주 올랜도         | 토니 파커                                                     | 샌안토니오 스퍼스                    | 32.8초 |
| 2013 | 도요타 센터              | 휴스턴 로키츠                               | 텍사스주 휴스턴           | 데미안 릴라드                                                 | 포틀랜드 트레일 블레이저스           | 29.8초 |
| 2014 | 스무디킹 센터            | 뉴올리언스 펠리컨스                         | 루이지애나주 뉴올리언스   | 트레이 버크 데이미언 릴러드                                   | 유타 재즈 포틀랜드 트레일 블레이저스 | 45.2초 |
| 2015 | 바클레이스 센터          | 브루클린 네츠                               | 뉴욕주 브루클린           | 패트릭 베벌리                                                 | 휴스턴 로키츠                        | 빈칸   |
| 2016 | 에어 캐나다 센터         | 토론토 랩터스                               | 온타리오주 토론토         | 칼 앤서니 타운스                                              | 미네소타 팀버울브스                  | 빈칸   |
| 2017 | 스무디킹 센터            | 뉴올리언스 펠리컨스                         | 루이지애나주 뉴올리언스   | 크리스탑스 포르징기스                                         | 뉴욕 닉스                            | 빈칸   |
| 2018 | 스테이플스 센터          | 로스앤젤레스 레이커스 로스앤젤레스 클리퍼스 | 캘리포니아주 로스앤젤레스 | 스펜서 딘위디                                                 | 브루클린 네츠                        | 빈칸   |
| 2019 | 스펙트럼 센터            | 샬럿 호니츠                                 | 노스캐롤라이나주 샬럿     | 제이슨 테이텀                                                 | 보스턴 셀틱스                        | 빈칸   |
| 2020 | 유나이티드 센터          | 시카고 불스                                 | 일리노이주 시카고         | 뱀 아데바요                                                   | 마이애미 히트                        | 빈칸   |
| 2021 | 스테이트팜 아레나        | 애틀랜타 호크스                             | 조지아주 애틀랜타         | 도만타스 사보니스                                             | 인디애나 페이서스                    | 빈칸   |
| 2022 | 로키 모기지 필드하우스   | 클리블랜드 캐벌리어스                       | 오하이오주 클리블랜드     | 팀 캐브스 (다리우스 갈랜드, 자렛 알렌, 에반 모블리)           | 클리블랜드 캐벌리어스                | 빈칸   |
| 2023 | 비빈트 아레나            | 유타 재즈                                   | 유타주 솔트레이크시티     | 팀 재즈 (조던 클락슨, 워커 케슬러, 콜린 섹스턴)               | 유타 재즈                            | 빈칸   |
| 2024 | 루카스오일 스타디움      | 인디애나 페이서스                           | 인디애나주 인디애나폴리스 | 팀 페이서스 (타이리스 할리버튼, 마일스 터너, 베네딕트 마트린) | 인디애나 페이서스                    | 빈칸   |
| 2025 | 체이스 센터              | 골든스테이트 워리어스                       | 캘리포니아주 샌프란시스코 | 팀 캐브스 (도노반 미첼, 에반 모블리)                          | 클리블랜드 캐벌리어스                | 빈칸   |
| 2026 | 인튜이트 돔              | 로스앤젤레스 클리퍼스                       | 캘리포니아주 잉글우드     |                                                               |                                      | 빈칸   |
| 2027 | PHX 아레나               | 피닉스 선스                                 | 애리조나주 피닉스         |                                                               |                                      | 빈칸   |

### 역대 스킬즈 챌린지 참가선수
| 연도 | 참가선수 |
| ---- | --- |
| 2003 | 제이슨 키드, 스테판 마버리 토니 파커, 게리 페이튼 |
| 2004 | 얼 보이킨스, 베론 데이비스 데릭 피셔, 스테판 마버리 |
| 2005 | 길버트 아레나스, 얼 보이킨스 스티브 내시, 루크 리드노어 |
| 2006 | 르브론 제임스, 스티브 내시 크리스 폴, 드웨인 웨이드 |
| 2007 | 코비 브라이언트, 르브론 제임스 크리스 폴, 드웨인 웨이드 |
| 2008 | 제이슨 키드, 크리스 폴 드웨인 웨이드, 데론 윌리엄스 |
| 2009 | 데빈 해리스, 자미어 넬슨† 토니 파커, 데릭 로즈, 모 윌리엄스‡ |
| 2010 | 브랜든 제닝스, 스티브 내시 데릭 로즈†, 데론 윌리엄스, 러셀 웨스트브룩‡ |
| 2011 | 스테픈 커리, 크리스 폴 데릭 로즈, 존 월, 러셀 웨스트브룩 |
| 2012 | 스테픈 커리†, 카일리 어빙, 토니 파커 라존 론도‡, 존 월, 러셀 웨스트브룩, 데론 윌리엄스 |
| 2013 | 즈루 홀리데이, 브랜든 나이트, 데미안 릴라드 제레미 린, 토니 파커, 제프 티그 |
| 2014 | 야니스 아데토쿤보, 더마 드로잔 《동부 콘퍼런스 1》 마이클 카터-윌리엄스, 빅터 올라디포 《동부 콘퍼런스 2》 트레이 버크, 데이미언 릴러드 《서부 콘퍼런스 1》 고란 드라기치, 레지 잭슨 《서부턴 콘퍼런스 2》 |
| 2015 | 패트릭 베벌리‡, 트레이 버크, 브랜든 나이트, 카일 로우리 엘프리드 페이튼, 데니스 슈로더‡, 제프 티그, 아이제아 토마스, 존 월†, 마이클 카터-윌리엄스, 지미 버틀러†                                            |
| 2016 | 조던 클락슨 , C.J. 맥컬럼, 아이제아 토마스, 패트릭 베벌리‡ 엠마누엘 무디아이†,드레이먼드 그린, 칼 앤서니 타운스, 드마커스 커즌스, 앤서니 데이비스                                                          |
| 2017 | 조엘 엠비드, 앤서니 데이비스, 크리스탑스 포르징기스, 드마커스 커즌스 고든 헤이워드, 데빈 부커, 존 월, 이사야 토마스                                                                                        |
| 2018 | 루 윌리엄스, 자말 머레이, 스펜서 딘위디, 도노반 미첼# 크리스텝스 포르징기스, 로리 마케넨, 알 호포드, 조엘 엠비드, 버디 힐드‡                                                                               |
| 2019 | 마이크 콘리, 루카 돈치치, 제이슨 테이텀, 트레이 영 디애런 팍스, 니콜라 요키치, 카일 쿠즈마,니콜라 부세비치                                                                                                 |
| 2020 | 뱀 아데바요, 패트릭 베벌리, 스펜서 딘위디, 샤이 길저스 알렉산더‡ 크리스 미들턴, 데릭 로즈†, 도만타스 사보니스, 파스칼 시아캄, 제이슨 테이텀                                                                |
| 2021 | 로버트 코빙턴, 루카 돈치치, 크리스 폴 줄리어스 랜들, 도만타스 사보니스, 니콜라 부세비치 |
| 2022 | 팀 아데토쿤보스 (야니스 아데토쿤보, 타나시스 아데토쿤보, 알렉스 아데토쿤보) 팀 캐브스 (다리우스 갈랜드, 자렛 알렌, 에반 모블리) 팀 룩스 (스카티 반스, 케이드 커닝엄, 조시 기디)                            |
| 2023 | 팀 아데토쿤보스 (야니스 아데토쿤보, 타나시스 아데토쿤보, 알렉스 아데토쿤보) 팀 재즈 (조던 클락슨, 워커 케슬러, 콜린 섹스턴) 팀 룩스 (파울로 반케로, 제이든 아이비, 자비리 스미스 주니어)                   |
| 2024 | 팀 페이서스 (타이리스 할리버튼, 마일스 터너, 베네딕트 마트린) 팀 퍼스트 픽 (빅터 웸반야마, 파올로 반케로, 앤서니 에드워즈) 팀 올스타즈 (스카티 반즈, 타이리스 맥시, 트레이 영)                             |
| 2025 | 팀 캐브스 (도노반 미첼, 에반 모블리) 팀 룩스 (자카리 리사셰, 알렉스 사르) 팀 스퍼스 (빅터 웸반야마, 크리스 폴) 팀 워리어스 (드레이먼드 그린, 모제스 무디)                                                  |
| 2026 | |
| 2027 | |

《참고 사항》
- 최연소 스킬 챌린지 대회 챔피언은 칼-앤서니 타운스 20세 90일이다.
- 최고령 스킬 챌린지 대회 챔피언은 스티브 내시 36세 6일이다.
- 최다 우승한 선수는 드웨인 웨이드 (2006년, 2007년)와 스티브 내쉬 (2005년, 2010년)로 2회 우승했다.
- 최다 참가한 선수는 크리스 폴 (2006년, 2007년, 2008년, 2011년)과 토니 파커 (2003년, 2009년, 2012년, 2013년)로 4번 참가했다.
- 최다 우승자 배출한 팀은 피닉스 선스 (2005년, 2010년)와 마이애미 히트 (2006년, 2007년) 그리고 유타 재즈 (2008년, 2014년)로 2명의 배출했다.
- 역대 가장 빠른 시간에 성공한 선수는 2008년 우승자인 데론 윌리엄스 (25.5초)이고, 가장 늦은 시간에 성공한 선수는 2014년 우승자인 《서부 콘퍼런스 1》트레이 버크, 데미안 릴라드 (45.2초)이다.
- †표시는 부상으로 불참하였고, #표시는 슬램 덩크 콘테스트 참가로 불참함, ‡표시는 대신 참가이다.
- 2010년 올스타전은 올스타 게임은 카우보이 스타디움에서, 라이징 스타즈 챌린지, 슬램 덩크 콘테스트, 쓰리-포인트 슛아웃, 스킬즈 챌린지, 슛팅 스타즈 컴피티션은 아메리칸 에어라인스 센터에서 개최되었다.
- 2014년부터 팀 대결로 변경되었으면, 두 명이 한 팀을 이루어 릴레이를 하는 방식으로 슈팅스타즈와 마찬가지로 컨퍼런스별로 2팀이 나오고, 컨퍼런스 팀끼리 대결을 치른 후 이들의 승자들이 결승전을 치른다.
- 2015년 올스타전은 올스타 게임 역사상 처음으로 뉴욕과 브루클린이 공동개최한다. 올스타 게임은 매디슨 스퀘어 가든에서, 라이징 스타즈 챌린지, 슬램 덩크 콘테스트, 쓰리-포인트 슛아웃, 스킬즈 챌린지, 슛팅 스타즈 컴피티션은 바클레이스 센터에서 개최되었다. 그리고 경기 방식이 토너먼트로 변경되었다.
- 2022년 8년만 다시 팀 대결로 변경되었다.
- 2024년 올스타전은 올스타 게임, 라이징 스타즈 챌린지는 게인브리지 필드하우스에서, 슬램 덩크 콘테스트, 쓰리-포인트 슛아웃, 스킬즈 챌린지는 루카스오일 스타디움에서 개최되었다.

### 스폰서
| 연도 | 스폰서         |
| ---- | -------------- |
| 2003 | 989 스포츠     |
| 2004 | 989 스포츠     |
| 2005 | 플레이스테이션 |
| 2006 | 플레이스테이션 |
| 2007 | 플레이스테이션 |
| 2008 | 플레이스테이션 |
| 2009 | 플레이스테이션 |
| 2010 | 타코벨         |
| 2011 | 타코벨         |
| 2012 | 타코벨         |
| 2013 | 타코벨         |
| 2014 | 타코벨         |
| 2015 | 타코벨         |
| 2016 | 타코벨         |
| 2017 | 타코벨         |
| 2018 | 타코벨         |
| 2019 | 타코벨         |
| 2020 | 타코벨         |
| 2021 | 타코벨         |
| 2022 | 타코벨         |
| 2023 | 기아           |
| 2024 | 기아           |
| 2025 | 기아           |

## 올스타 위크엔드 셀러브리티 게임
| 연도 | 결과 | 경기장 | 개최지 | MVP | 직업 |
| ---- | --- | --- | --- | --- | --- |
| 2002 | 스타즈 100, 써 스트라입스 99                                                                                           | 빈칸 | 텍사스주 휴스턴 | 빈칸 | 빈칸 |
| 2003 | 케니 스미스 앤드 더 제츠 46, 써 찰스 앤드 더 코트 제스터스 43                                                          | 조지아 월드 콩그레스센터                                                                                               | 조지아주 애틀랜타 | 빈칸 | 빈칸 |
| 2004 | 버펄로 브레이브스 60, 미니애폴리스 레이커스 52                                                                         | 로스앤젤레스 컨벤션 센터                                                                                               | 캘리포니아주 로스앤젤레스                                                                                              | 저스틴 비버 | 가수 |
| 2005 | 팀 너기츠 55, 팀 덴버 54                                                                                               | 콜로라도 컨벤션 센터                                                                                                   | 콜로라도주 덴버 | 브라이언 맥나이트 | 가수 |
| 2006 | 클러치시티 팀 37, H-타운 팀 33                                                                                         | 조지 R. 브라운 컨벤션 센터                                                                                             | 텍사스주 휴스턴 | 넬리 | 가수 |
| 2007 | 서부 40, 동부 21 | 라스베이거스 컨벤션 센터                                                                                               | 네바다주 윈체스터 | 토니 포츠 | 기자 |
| 2008 | 팀 뉴올리언스 51, 팀 호니츠 50                                                                                         | 어네스트 엔 모리얼 컨벤션 센터                                                                                         | 루이지애나주 뉴올리언스                                                                                                | 터렐 오웬스 | 미식축구 선수 |
| 2009 | 이스트 선라이즈 60, 웨스트 센셋스 57                                                                                   | 피닉스 컨벤션 센터 | 애리조나주 피닉스 | 터렐 오웬스 | 미식축구 선수 |
| 2010 | 서부 41, 동부 37 | 댈러스 컨벤션 센터 | 텍사스주 댈러스 | 터렐 오웬스 | 미식축구 선수 |
| 2011 | 동부 54, 서부 49 | 로스앤젤레스 컨벤션 센터                                                                                               | 캘리포니아주 로스앤젤레스                                                                                              | 저스틴 비버 | 가수 |
| 2012 | 동부 86, 서부 54 | 오렌지카운티 컨벤션 센터                                                                                               | 플로리다주 올랜도 | 케빈 하트 | 영화배우 |
| 2013 | 서부 58, 동부 38 | 조지 R. 브라운 컨벤션 센터                                                                                             | 텍사스주 휴스턴 | 케빈 하트 | 영화배우 |
| 2014 | 동부 60, 서부 56 | 어네스트 엔 모리얼 컨벤션 센터                                                                                         | 루이지애나주 뉴올리언스                                                                                                | 아른 던컨 | 정치인 |
| 2015 | 서부 57, 동부 51 | 매디슨 스퀘어 가든 | 뉴욕주 뉴욕 | 케빈 하트 | 영화배우 |
| 2016 | 팀 캐나다 74, 팀 USA 64                                                                                                | 리코 콜리시엄 | 온타리오주 토론토 | 윈 버틀러 | 가수 |
| 2017 | 동부 88, 서부 59 | 메르세데스-벤츠 슈퍼돔                                                                                                 | 루이지애나주 뉴올리언스                                                                                                | 브랜든 암스트롱 | 전 NBA 선수 |
| 2018 | 팀 클리퍼스 75, 팀 레이커스 66                                                                                         | 로스앤젤레스 컨벤션 센터                                                                                               | 캘리포니아주 로스앤젤레스                                                                                              | 쿠아보 | 가수 |
| 2019 | 홈팀 82, 어웨이팀 80                                                                                                   | 보쟁글스 콜리시엄 | 노스캐롤라이나주 샬럿                                                                                                  | 페이머스 로스 | 코미디언 |
| 2020 | 팀 월본 62, 팀 스티븐 A 47                                                                                             | 윈트러스트 아레나 | 일리노이주 시카고 | 커먼 | 가수 |
| 2021 | 코로나-19로 인해 올스타전이 하루만 개최되어서 올스타 위크엔드 셀러브리티 게임은 미개최됨. (개최지 : 조지아주 애틀랜타) | 코로나-19로 인해 올스타전이 하루만 개최되어서 올스타 위크엔드 셀러브리티 게임은 미개최됨. (개최지 : 조지아주 애틀랜타) | 코로나-19로 인해 올스타전이 하루만 개최되어서 올스타 위크엔드 셀러브리티 게임은 미개최됨. (개최지 : 조지아주 애틀랜타) | 코로나-19로 인해 올스타전이 하루만 개최되어서 올스타 위크엔드 셀러브리티 게임은 미개최됨. (개최지 : 조지아주 애틀랜타) | 코로나-19로 인해 올스타전이 하루만 개최되어서 올스타 위크엔드 셀러브리티 게임은 미개최됨. (개최지 : 조지아주 애틀랜타) |
| 2022 | 팀 월튼 65, 팀 니크 51                                                                                                 | 월스타인 센터 | 오하이오주 클리블랜드                                                                                                  | 알렉스 투생 | 펠로톤 강사 |
| 2023 | 팀 드웨인 81, 팀 라이언 78                                                                                             | 존 M. 헌츠맨 센터 | 유타주 솔트레이크시티                                                                                                  | DK 메트칼프 | 미식축구 선수 |
| 2024 | 팀 섀넌 100, 팀 스티븐 A. 91                                                                                           | 루카스오일 스타디움 | 인디애나주 인디애나폴리스                                                                                              | 마이카 파슨스 | 미식축구 선수 |
| 2025 | 팀 본즈 66, 팀 라이스 55                                                                                               | 오클랜드 아레나 | 캘리포니아주 오클랜드                                                                                                  | 로마 플린 | 배우 |
| 2026 | | | 캘리포니아주 잉글우드                                                                                                  | | |
| 2027 | | | 애리조나주 피닉스 | | |

《참고 사항》
- 2004년부터 2011년까지는 각 쿼터 8분씩 진행되었고, 2012년부터는 각 쿼터 10분씩 진행되었다.

## 사라진 올스타 위크엔드 이벤트

### 슛팅 스타즈 컴피티션
| 연도 | 경기장                   | 개최팀                                      | 개최지                    | 우승 팀                  | 참가선수                                  | 시간   |
| ---- | ------------------------ | ------------------------------------------- | ------------------------- | ------------------------ | ----------------------------------------- | ------ |
| 2004 | 스테이플스 센터          | 로스앤젤레스 레이커스                       | 캘리포니아주 로스앤젤레스 | 팀 로스앤젤레스 레이커스 | 데릭 피셔, 매직 존슨, 리사 레슬리         | 43.9초 |
| 2005 | 펩시 센터                | 덴버 너기츠                                 | 콜로라도주 덴버           | 팀 피닉스                | 숀 매리언, 댄 멀리, 다이애나 터라시       | 28초   |
| 2006 | 도요타 센터              | 휴스턴 로키츠                               | 텍사스주 휴스턴           | 팀 샌안토니오            | 토니 파커, 스티브 커, 켄드라 베커         | 25.1초 |
| 2007 | 토머스 & 맥 센터         | 빈칸                                        | 네바다주 패러다이스       | 팀 디트로이트            | 천시 빌럽스, 빌 레임비어, 스원 캐쉬       | 50.5초 |
| 2008 | 뉴올리언스 아레나        | 뉴올리언스 호니츠                           | 루이지애나주 뉴올리언스   | 팀 샌안토니오            | 팀 던컨, 데이비드 로빈슨, 베키 해먼       | 35.8초 |
| 2009 | US 에어웨이스 센터       | 피닉스 선스                                 | 애리조나주 피닉스         | 팀 디트로이트            | 아론 아플라로, 빌 레임비어, 케이티 스미스 | 58.4초 |
| 2010 | 아메리칸 에어라인스 센터 | 댈러스 매버릭스                             | 텍사스주 댈러스           | 팀 텍사스                | 더크 노비츠키, 케니 스미스, 베키 해먼     | 34.3초 |
| 2011 | 스테이플스 센터          | 로스앤젤레스 레이커스 로스앤젤레스 클리퍼스 | 캘리포니아주 로스앤젤레스 | 팀 애틀랜타              | 알 호포드, 스티브 스미스, 코코 밀러       | 70초   |
| 2012 | 암웨이 센터              | 올랜도 매직                                 | 플로리다주 올랜도         | 팀 뉴욕                  | 랜드리 필즈, 앨런 휴스턴, 캐피 폰덱스터   | 37.3초 |
| 2013 | 도요타 센터              | 휴스턴 로키츠                               | 텍사스주 휴스턴           | 팀 보쉬                  | 크리스 보쉬, 도미니크 윌킨스, 스원 캐쉬   | 89초   |
| 2014 | 스무디킹 센터            | 뉴올리언스 펠리컨스                         | 루이지애나주 뉴올리언스   | 팀 보쉬                  | 크리스 보쉬, 도미니크 윌킨스, 스원 캐쉬   | 31.4초 |
| 2015 | 바클레이스 센터          | 브루클린 네츠                               | 뉴욕주 브루클린           | 팀 보쉬                  | 크리스 보쉬, 도미니크 윌킨스, 스원 캐쉬   | 57.6초 |

#### 역대 슛팅 스타즈 컴피티션 참가팀
| 연도 | 참가선수 |
| ---- | --- |
| 2004 | 팀 로스앤젤레스 레이커스 (데릭 피셔, 매직 존슨, 리사 레슬리) 팀 샌안토니오 (마누 지노빌리, 스티브 커, 제니퍼 아지) 팀 로스앤젤레스 클리퍼스 (마르코 야리치, 테리 커밍스, 니키 티슬리) 팀 디트로이트 (천시 빌럽스, 존 샐리, 셰릴 포드)                                                           |
| 2005 | 팀 피닉스 (숀 매리언, 댄 멀리, 다이애나 터라시) 팀 덴버 (안드레 밀러,알렉스 잉글리쉬, 베키 해먼) 팀 디트로이트 (로날드 듀프리, 애드리안 댄틀리, 스윈 캐쉬) 팀 로스앤젤레스 레이커스 (루크 월튼, 매직 존슨, 리사 레슬리)                                                                         |
| 2006 | 팀 샌안토니오 (토니 파커, 스티브 커, 켄드라 베커) 팀 로스앤젤레스 레이커스 (코비 브라이언트, 매직 존슨, 리사 레슬리) 팀 휴스턴 (트레이시 맥그레이디, 클라이드 드렉슬러, 셔릴 스윕스) 팀 피닉스 (숀 매리언, 댄 멀리, 켈리 밀러)                                                                  |
| 2007 | 팀 디트로이트 (천시 빌럽스, 빌 레임비어, 스원 캐쉬) 팀 시카고 (벤 고든, 스카티 피펜, 캔디스 듀프리) 팀 샌안토니오 (토니 파커, 조지 거빈, 켄드라 웨커) 팀 로스앤젤레스 레이커스 (스무시 파커, 마이클 쿠퍼, 테메카 존슨)                                                                          |
| 2008 | 팀 샌안토니오 (팀 던컨, 데이비드 로빈슨, 베키 해먼) 팀 시카고 (크리스 듀혼, B.J 암스트롱, 캔디스 듀프리) 팀 피닉스 (아마레 스터드마이어, 에디 존슨, 캐피 폰덱스터) 팀 디트로이트 (천시 빌럽스, 빌 레임비어, 스원 캐쉬)                                                                          |
| 2009 | 팀 디트로이트 (아론 아플라로, 빌 레임비어, 케이티 스미스) 팀 피닉스 (레안드로 바르보사, 댄 멀리, 탄젤라 스미스) 팀 샌안토니오 (팀 던컨, 데이비드 로빈슨, 벡키 헤먼) 팀 로스앤젤레스 레이커스 (데릭 피셔, 마이클 쿠퍼, 리사 레슬리)                                                              |
| 2010 | 팀 텍사스 (더크 노비츠키, 케니 스미스, 베키 해먼) 팀 로스앤젤레스 (파우 가솔, 브렌트 배리, 마리에 퍼디낸드-해리스) 팀 새크라멘토 (타이릭 에반스, 크리스 웨버, 니콜 파월) 팀 애틀랜타 (조 존슨, 스티브 스미스, 앤젤 맥코트리)                                                                    |
| 2011 | 팀 애틀랜타 (알 호포드, 스티브 스미스, 코코 밀러) 팀 텍사스 (더크 노비츠키, 케니 스미스, 로비카 호지스) 팀 로스앤젤레스 레이커스 (파우 가솔, 릭 폭스, 티나 톰슨) 팀 시카고 (타지 깁슨, 스티브 커, 캐서린 크레이벨트)                                                                            |
| 2012 | 팀 뉴욕 (랜드리 필즈, 앨런 휴스턴, 캐피 폰덱스터) 팀 텍사스 (챈들러 파슨스, 케니 스미스, 소피아 영) 팀 애틀랜타 (제리 스택하우스, 스티브 스미스, 린제이 하딩) 팀 올랜도 (자미어 넬슨, 데니스 스캇, 마리에 퍼디낸드-해리스)                                                                      |
| 2013 | 팀 보쉬 (크리스 보쉬, 도미니크 윌킨스, 스원 캐쉬) 팀 로페즈 (브룩 로페즈, 먹시 보그스, 타미카 캐칭스) 팀 하든 (제임스 하든, 샘 카셀, 티나 톰슨) 팀 웨스트브룩 (러셀 웨스트브룩, 로버트 오리, 마야 무어)                                                                                         |
| 2014 | 팀 보쉬 (크리스 보쉬, 도미니크 윌킨스, 스윈 캐쉬) 《이스턴 콘퍼런스 1 팀 하더웨이 (팀 하더웨이 주니어, 팀 하더웨이, 엘레나 델 돈) 《이스턴 콘퍼런스 2》 팀 커리 (스테판 커리, 델 커리, 베키 해먼) 《웨스턴 콘퍼런스 1》 팀 듀란트 (케빈 듀란트, 칼 말론, 스카일러 디긴스) 《웨스턴 콘퍼런스 2》 |
| 2015 | 팀 보쉬 (크리스 보쉬, 도미니크 윌킨스, 스윈 캐쉬) 팀 커리 (스테판 커리, 델 커리, 수 버드) 팀 밀샙 (폴 밀샙, 스카티 피펜, 엘레나 델레 도네) 팀 웨스트브룩 (러셀 웨스트브룩, 앤퍼니 하더웨이, 타미카 캐칭스)                                                                                      |

《참고 사항》
- 2010년 팀 텍사스는 텍사스 주를 연고지로 하는 NBA팀과 WNBA팀로 이루어진 팀이면, 참가선수로는 더크 노비츠키(NBA, 댈러스 매버릭스), 벡키 헤먼(WNBA, 샌안토니오 스타스), 케니 스미스 (전 휴스턴 로키츠)로 이루어졌다.
- 2010년 올스타전은 올스타 게임은 카우보이 스타디움에서, 라이징 스타즈 챌린지, 슬램 덩크 콘테스트, 쓰리-포인트 슛아웃, 스킬즈 챌린지, 슛팅 스타즈 컴피티션은 아메리칸 에어라인스 센터에서 개최되었다.
- 2012년 팀 애틀랜타 멤버는 원래 조 존슨, 스티브 스미스, 린제이 하딩 있었으나 조 존슨의 부상으로 제리 스택하우스가 대체 선수로 변경되면서 멤버가 제리 스택하우스, 스티브 스미스, 린제이 하딩이 되었다.
- 2010년과 2011년 참가한 팀 텍사스는 댈러스/휴스턴/샌안토니오로 이루어진 팀이면, 2012년 참가한 팀 텍사스는 휴스턴/샌안토니오로 이루어진 팀이다.
- 팀 로스앤젤레스 레이커스는 2004년, 2005년, 2006년, 2007년, 2009년, 2011년에 참가했고, 팀 로스앤젤레스 클리퍼스는 2004년에 참가 했으면, 2010년 참가한 팀 로스앤젤레스는 로스앤젤레스 레이커스와 로스앤젤레스 클리퍼스로 이루어진 팀이다.
- 최다 우승한 팀은 팀 샌안토니오 (2006년, 2008년)와 팀 보쉬 (2013년, 2014년)그리고 팀 디트로이트 (2007년, 2008년)로 2회 우승했다.
- 최다 참가한 팀은 팀 로스앤젤레스 레이커스 (2004년, 2005년, 2006년, 2007년, 2009년, 2011년)로 6번 참가했다. (2010년은 팀 로스앤젤레스 클리퍼스와 한팀으로 참가했어 제외함.)
- 역대 빠른 시간에 성공시킨 팀은 2006년 우승팀인 팀 샌안토니오 (25.1초)이고, 늦은 시간에 성공시킨 팀은 2013년 우승팀인 팀 보쉬 (89초)이다.
- 팀 보쉬 (크리스 보쉬, 도미니크 윌킨스, 스윈 캐쉬)가 슛팅 스타즈 컴피티션 역사상 최초로 3연패(2013년, 2014년, 2015년)를 기록했다.
- 2012년부터 우편주문으로 유명해진 미국의 종합유통업체인 시어즈가 후원하면 시어스 슛팅 스타즈로 변경되었다.
- 2015년 올스타전은 올스타 게임 역사상 처음으로 뉴욕과 브루클린이 공동개최한다. 올스타 게임은 매디슨 스퀘어 가든에서, 라이징 스타즈 챌린지, 슬램 덩크 콘테스트, 쓰리-포인트 슛아웃, 스킬즈 챌린지, 슛팅 스타즈 컴피티션은 바클레이스 센터에서 개최되었다.

### 올스타 레전드 게임
| 연도 | 결과                  | 개최지                    |
| ---- | --------------------- | ------------------------- |
| 1957 | 서부 38, 동부 52      | 매사추세츠주 보스턴       |
| 1964 | 서부 46, 동부 50      | 매사추세츠주 보스턴       |
| 1984 | 동부 63, 서부 64      | 콜로라도주 덴버           |
| 1985 | 동부 63, 서부 53      | 인디애나주 인디애나폴리스 |
| 1986 | 동부 44, 서부 53      | 텍사스주 댈러스           |
| 1987 | 동부 43, 서부 54      | 워싱턴주 시애틀           |
| 1988 | 동부 47, 서부 45 (OT) | 일리노이주 시카고         |
| 1989 | 동부 53, 서부 54      | 텍사스주 휴스턴           |
| 1990 | 동부 37, 서부 36      | 플로리다주 마이애미       |
| 1991 | 동부 41, 서부 34      | 노스캐롤라이나주 샬럿     |
| 1992 | 동부 38, 서부 46      | 플로리다주 올랜도         |
| 1993 | 동부 58, 서부 45      | 유타주 솔트레이크시티     |

《참고 사항》
- 1985년 올스타전은 올스타 게임은 후지어 돔에서, 슬램 덩크 콘테스트, 쓰리-포인트 슛아웃, 올스타 레전드 게임은 마켓 스퀘어 아레나에서 개최되었다.
- 1987년 올스타전은 올스타 게임은 킹돔에서, 슬램 덩크 콘테스트, 쓰리-포인트 슛아웃, 올스타 레전드 게임은 시애틀 센터 콜리시엄에서 개최되었다.
- 1989년 올스타전은 올스타 게임은 애스트로돔에서, 슬램 덩크 콘테스트, 쓰리-포인트 슛아웃, 올스타 레전드 게임은 더 슈미트에서 개최되었다.

### NBA 올스타 vsABA올스타 경기
| 연도 | 날짜     | 결과                           | 경기장                          | 관중수 | 개최지                    | MVP           | 소속팀                    |
| ---- | -------- | ------------------------------ | ------------------------------- | ------ | ------------------------- | ------------- | ------------------------- |
| 1971 | 5월 28일 | NBA 올스타 125, ABA 올스타 120 | 애스트로돔                      | 16,364 | 텍사스주 휴스턴           | 월트 프라이저 | 뉴욕 닉스 (NBA)           |
| 1972 | 5월 25일 | NBA 올스타 106, ABA 올스타 104 | 나소 베터런스 메모리얼 콜리시엄 | 14,086 | 뉴욕주 유니언데일         | 밥 레이니어   | 디트로이트 피스턴스 (NBA) |
| 1974 | 5월 18일 | 빈칸                           | 프로비던스 시빅 오디토리움      | 빈칸   | 로드아일랜드주 프로비던스 | 빈칸          | 빈칸                      |

### H–O–R–S–E 컴피티션
| 연도 | 우승자             | 소속팀              | 결과    |
| ---- | ------------------ | ------------------- | ------- |
| 1978 | 폴 웨스트팰        | 피닉스 선스         | H–O     |
| 2009 | 케빈 듀란트        | 오클라호마시티 선더 | H–O–R–S |
| 2010 | 케빈 듀란트        | 오클라호마시티 선더 | H–O–R   |
| 2020 | 마이크 콘리 주니어 | 유타 재즈           | H–O     |

#### 역대 H–O–R–S–E 컴피티션 참가선수
| 연도 | 참가선수                                                                                             |
| ---- | --- |
| 1978 | 폴 웨스트팰, 피트 마라비치, 케빈 그레베이, 모리스 루카스                                             |
| 2009 | 케빈 듀란트, 조 존슨, O.J. 메이오                                                                    |
| 2010 | 케빈 듀란트, 옴리 카스피, 라존 론도                                                                  |
| 2020 | 천시 빌럽스, 타미카 캐칭스, 마이크 콘리 주니어, 잭 라빈, 크리스 폴, 폴 피어스, 앨리 퀴글리, 트레이영 |

### 2볼
| 연도 | 경기장                                                                                 | 개최팀                                                                                 | 개최지                                                                                 | 우승 팀                                                                                |                                                                                        |
| ---- | -------------------------------------------------------------------------------------- | -------------------------------------------------------------------------------------- | -------------------------------------------------------------------------------------- | -------------------------------------------------------------------------------------- | -------------------------------------------------------------------------------------- |
| 1998 | 매디슨 스퀘어 가든                                                                     | 뉴욕 닉스                                                                              | 뉴욕주 뉴욕                                                                            | 팀 휴스턴 (클라이드 드렉슬러, 신시아 쿠퍼)                                             |                                                                                        |
| 1999 | 파업으로 인해 개최되지 않다. (개최지 : 퍼스트 유니언 센터 (펜실베이니아주 필라델피아)) | 파업으로 인해 개최되지 않다. (개최지 : 퍼스트 유니언 센터 (펜실베이니아주 필라델피아)) | 파업으로 인해 개최되지 않다. (개최지 : 퍼스트 유니언 센터 (펜실베이니아주 필라델피아)) | 파업으로 인해 개최되지 않다. (개최지 : 퍼스트 유니언 센터 (펜실베이니아주 필라델피아)) | 파업으로 인해 개최되지 않다. (개최지 : 퍼스트 유니언 센터 (펜실베이니아주 필라델피아)) |
| 2000 | 더 아레나 인 오클랜드                                                                  | 골든스테이트 워리어스                                                                  | 캘리포니아주 오클랜드                                                                  | 팀 유타 (제프 호나섹, 나탈리 윌리엄스)                                                 |                                                                                        |
| 2001 | MCI 센터                                                                               | 워싱턴 위저즈                                                                          | 워싱턴 D.C.                                                                            | 팀 새크라멘토 (페야 스토야코비치, 루시 볼튼-홀리필드)                                  |                                                                                        |

## 같이 보기
- ABA 올스타전
- WNBA 올스타전
- NBA G 리그 올스타전